# Partie à avantage
Les parties à avantage sont les parties d'échecs où le joueur le plus fort concède un avantage matériel initial à son adversaire afin d'équilibrer les chances de victoire.

## L'avantage
L'avantage est concrétisé généralement par le retrait d'une pièce avant le commencement de la partie.
Si on rend une pièce mineure ou une tour, on l'enlève sur l'aile de la dame car elles entrent en action plus tard que les pièces de l'aile du roi.

## Historique
Les parties à avantage étaient très répandues au XIXe siècle car l'absence de traités d'échecs obligeait les amateurs désirant se perfectionner à jouer avec les maîtres. S'ils jouaient à armes égales, l'amateur était sûr de perdre avant de pouvoir apprendre quoi que ce soit. 

## Exemples de parties
Cet article utilise la notation algébrique pour décrire des coups du jeu d'échecs.

### Avantage de la dame
On retire la dame blanche du jeu.
|   | a | b | c | d | e | f | g | h |   |
| 8 | Tour noire sur case blanche a8 · Cavalier noir sur case noire b8 · Fou noir sur case blanche c8 · Tour blanche sur case noire d8 · Cavalier noir sur case blanche g8 · Tour noire sur case noire h8 · Pion noir sur case blanche b7 · Pion noir sur case noire c7 · Roi noir sur case blanche f7 · Pion noir sur case noire g7 · Pion noir sur case blanche h7 · Pion noir sur case blanche a6 · Dame noire sur case blanche e6 · Cavalier blanc sur case noire e5 · Fou blanc sur case noire g5 · Fou noir sur case noire b4 · Fou blanc sur case blanche c4 · Pion blanc sur case blanche e4 · Cavalier blanc sur case noire c3 · Pion blanc sur case blanche a2 · Pion blanc sur case noire b2 · Pion blanc sur case blanche c2 · Pion blanc sur case blanche g2 · Pion blanc sur case noire h2 · Roi blanc sur case noire e1 · Tour blanche sur case blanche h1 | Tour noire sur case blanche a8 · Cavalier noir sur case noire b8 · Fou noir sur case blanche c8 · Tour blanche sur case noire d8 · Cavalier noir sur case blanche g8 · Tour noire sur case noire h8 · Pion noir sur case blanche b7 · Pion noir sur case noire c7 · Roi noir sur case blanche f7 · Pion noir sur case noire g7 · Pion noir sur case blanche h7 · Pion noir sur case blanche a6 · Dame noire sur case blanche e6 · Cavalier blanc sur case noire e5 · Fou blanc sur case noire g5 · Fou noir sur case noire b4 · Fou blanc sur case blanche c4 · Pion blanc sur case blanche e4 · Cavalier blanc sur case noire c3 · Pion blanc sur case blanche a2 · Pion blanc sur case noire b2 · Pion blanc sur case blanche c2 · Pion blanc sur case blanche g2 · Pion blanc sur case noire h2 · Roi blanc sur case noire e1 · Tour blanche sur case blanche h1 | Tour noire sur case blanche a8 · Cavalier noir sur case noire b8 · Fou noir sur case blanche c8 · Tour blanche sur case noire d8 · Cavalier noir sur case blanche g8 · Tour noire sur case noire h8 · Pion noir sur case blanche b7 · Pion noir sur case noire c7 · Roi noir sur case blanche f7 · Pion noir sur case noire g7 · Pion noir sur case blanche h7 · Pion noir sur case blanche a6 · Dame noire sur case blanche e6 · Cavalier blanc sur case noire e5 · Fou blanc sur case noire g5 · Fou noir sur case noire b4 · Fou blanc sur case blanche c4 · Pion blanc sur case blanche e4 · Cavalier blanc sur case noire c3 · Pion blanc sur case blanche a2 · Pion blanc sur case noire b2 · Pion blanc sur case blanche c2 · Pion blanc sur case blanche g2 · Pion blanc sur case noire h2 · Roi blanc sur case noire e1 · Tour blanche sur case blanche h1 | Tour noire sur case blanche a8 · Cavalier noir sur case noire b8 · Fou noir sur case blanche c8 · Tour blanche sur case noire d8 · Cavalier noir sur case blanche g8 · Tour noire sur case noire h8 · Pion noir sur case blanche b7 · Pion noir sur case noire c7 · Roi noir sur case blanche f7 · Pion noir sur case noire g7 · Pion noir sur case blanche h7 · Pion noir sur case blanche a6 · Dame noire sur case blanche e6 · Cavalier blanc sur case noire e5 · Fou blanc sur case noire g5 · Fou noir sur case noire b4 · Fou blanc sur case blanche c4 · Pion blanc sur case blanche e4 · Cavalier blanc sur case noire c3 · Pion blanc sur case blanche a2 · Pion blanc sur case noire b2 · Pion blanc sur case blanche c2 · Pion blanc sur case blanche g2 · Pion blanc sur case noire h2 · Roi blanc sur case noire e1 · Tour blanche sur case blanche h1 | Tour noire sur case blanche a8 · Cavalier noir sur case noire b8 · Fou noir sur case blanche c8 · Tour blanche sur case noire d8 · Cavalier noir sur case blanche g8 · Tour noire sur case noire h8 · Pion noir sur case blanche b7 · Pion noir sur case noire c7 · Roi noir sur case blanche f7 · Pion noir sur case noire g7 · Pion noir sur case blanche h7 · Pion noir sur case blanche a6 · Dame noire sur case blanche e6 · Cavalier blanc sur case noire e5 · Fou blanc sur case noire g5 · Fou noir sur case noire b4 · Fou blanc sur case blanche c4 · Pion blanc sur case blanche e4 · Cavalier blanc sur case noire c3 · Pion blanc sur case blanche a2 · Pion blanc sur case noire b2 · Pion blanc sur case blanche c2 · Pion blanc sur case blanche g2 · Pion blanc sur case noire h2 · Roi blanc sur case noire e1 · Tour blanche sur case blanche h1 | Tour noire sur case blanche a8 · Cavalier noir sur case noire b8 · Fou noir sur case blanche c8 · Tour blanche sur case noire d8 · Cavalier noir sur case blanche g8 · Tour noire sur case noire h8 · Pion noir sur case blanche b7 · Pion noir sur case noire c7 · Roi noir sur case blanche f7 · Pion noir sur case noire g7 · Pion noir sur case blanche h7 · Pion noir sur case blanche a6 · Dame noire sur case blanche e6 · Cavalier blanc sur case noire e5 · Fou blanc sur case noire g5 · Fou noir sur case noire b4 · Fou blanc sur case blanche c4 · Pion blanc sur case blanche e4 · Cavalier blanc sur case noire c3 · Pion blanc sur case blanche a2 · Pion blanc sur case noire b2 · Pion blanc sur case blanche c2 · Pion blanc sur case blanche g2 · Pion blanc sur case noire h2 · Roi blanc sur case noire e1 · Tour blanche sur case blanche h1 | Tour noire sur case blanche a8 · Cavalier noir sur case noire b8 · Fou noir sur case blanche c8 · Tour blanche sur case noire d8 · Cavalier noir sur case blanche g8 · Tour noire sur case noire h8 · Pion noir sur case blanche b7 · Pion noir sur case noire c7 · Roi noir sur case blanche f7 · Pion noir sur case noire g7 · Pion noir sur case blanche h7 · Pion noir sur case blanche a6 · Dame noire sur case blanche e6 · Cavalier blanc sur case noire e5 · Fou blanc sur case noire g5 · Fou noir sur case noire b4 · Fou blanc sur case blanche c4 · Pion blanc sur case blanche e4 · Cavalier blanc sur case noire c3 · Pion blanc sur case blanche a2 · Pion blanc sur case noire b2 · Pion blanc sur case blanche c2 · Pion blanc sur case blanche g2 · Pion blanc sur case noire h2 · Roi blanc sur case noire e1 · Tour blanche sur case blanche h1 | Tour noire sur case blanche a8 · Cavalier noir sur case noire b8 · Fou noir sur case blanche c8 · Tour blanche sur case noire d8 · Cavalier noir sur case blanche g8 · Tour noire sur case noire h8 · Pion noir sur case blanche b7 · Pion noir sur case noire c7 · Roi noir sur case blanche f7 · Pion noir sur case noire g7 · Pion noir sur case blanche h7 · Pion noir sur case blanche a6 · Dame noire sur case blanche e6 · Cavalier blanc sur case noire e5 · Fou blanc sur case noire g5 · Fou noir sur case noire b4 · Fou blanc sur case blanche c4 · Pion blanc sur case blanche e4 · Cavalier blanc sur case noire c3 · Pion blanc sur case blanche a2 · Pion blanc sur case noire b2 · Pion blanc sur case blanche c2 · Pion blanc sur case blanche g2 · Pion blanc sur case noire h2 · Roi blanc sur case noire e1 · Tour blanche sur case blanche h1 | 8 |
| 7 | Tour noire sur case blanche a8 · Cavalier noir sur case noire b8 · Fou noir sur case blanche c8 · Tour blanche sur case noire d8 · Cavalier noir sur case blanche g8 · Tour noire sur case noire h8 · Pion noir sur case blanche b7 · Pion noir sur case noire c7 · Roi noir sur case blanche f7 · Pion noir sur case noire g7 · Pion noir sur case blanche h7 · Pion noir sur case blanche a6 · Dame noire sur case blanche e6 · Cavalier blanc sur case noire e5 · Fou blanc sur case noire g5 · Fou noir sur case noire b4 · Fou blanc sur case blanche c4 · Pion blanc sur case blanche e4 · Cavalier blanc sur case noire c3 · Pion blanc sur case blanche a2 · Pion blanc sur case noire b2 · Pion blanc sur case blanche c2 · Pion blanc sur case blanche g2 · Pion blanc sur case noire h2 · Roi blanc sur case noire e1 · Tour blanche sur case blanche h1 | Tour noire sur case blanche a8 · Cavalier noir sur case noire b8 · Fou noir sur case blanche c8 · Tour blanche sur case noire d8 · Cavalier noir sur case blanche g8 · Tour noire sur case noire h8 · Pion noir sur case blanche b7 · Pion noir sur case noire c7 · Roi noir sur case blanche f7 · Pion noir sur case noire g7 · Pion noir sur case blanche h7 · Pion noir sur case blanche a6 · Dame noire sur case blanche e6 · Cavalier blanc sur case noire e5 · Fou blanc sur case noire g5 · Fou noir sur case noire b4 · Fou blanc sur case blanche c4 · Pion blanc sur case blanche e4 · Cavalier blanc sur case noire c3 · Pion blanc sur case blanche a2 · Pion blanc sur case noire b2 · Pion blanc sur case blanche c2 · Pion blanc sur case blanche g2 · Pion blanc sur case noire h2 · Roi blanc sur case noire e1 · Tour blanche sur case blanche h1 | Tour noire sur case blanche a8 · Cavalier noir sur case noire b8 · Fou noir sur case blanche c8 · Tour blanche sur case noire d8 · Cavalier noir sur case blanche g8 · Tour noire sur case noire h8 · Pion noir sur case blanche b7 · Pion noir sur case noire c7 · Roi noir sur case blanche f7 · Pion noir sur case noire g7 · Pion noir sur case blanche h7 · Pion noir sur case blanche a6 · Dame noire sur case blanche e6 · Cavalier blanc sur case noire e5 · Fou blanc sur case noire g5 · Fou noir sur case noire b4 · Fou blanc sur case blanche c4 · Pion blanc sur case blanche e4 · Cavalier blanc sur case noire c3 · Pion blanc sur case blanche a2 · Pion blanc sur case noire b2 · Pion blanc sur case blanche c2 · Pion blanc sur case blanche g2 · Pion blanc sur case noire h2 · Roi blanc sur case noire e1 · Tour blanche sur case blanche h1 | Tour noire sur case blanche a8 · Cavalier noir sur case noire b8 · Fou noir sur case blanche c8 · Tour blanche sur case noire d8 · Cavalier noir sur case blanche g8 · Tour noire sur case noire h8 · Pion noir sur case blanche b7 · Pion noir sur case noire c7 · Roi noir sur case blanche f7 · Pion noir sur case noire g7 · Pion noir sur case blanche h7 · Pion noir sur case blanche a6 · Dame noire sur case blanche e6 · Cavalier blanc sur case noire e5 · Fou blanc sur case noire g5 · Fou noir sur case noire b4 · Fou blanc sur case blanche c4 · Pion blanc sur case blanche e4 · Cavalier blanc sur case noire c3 · Pion blanc sur case blanche a2 · Pion blanc sur case noire b2 · Pion blanc sur case blanche c2 · Pion blanc sur case blanche g2 · Pion blanc sur case noire h2 · Roi blanc sur case noire e1 · Tour blanche sur case blanche h1 | Tour noire sur case blanche a8 · Cavalier noir sur case noire b8 · Fou noir sur case blanche c8 · Tour blanche sur case noire d8 · Cavalier noir sur case blanche g8 · Tour noire sur case noire h8 · Pion noir sur case blanche b7 · Pion noir sur case noire c7 · Roi noir sur case blanche f7 · Pion noir sur case noire g7 · Pion noir sur case blanche h7 · Pion noir sur case blanche a6 · Dame noire sur case blanche e6 · Cavalier blanc sur case noire e5 · Fou blanc sur case noire g5 · Fou noir sur case noire b4 · Fou blanc sur case blanche c4 · Pion blanc sur case blanche e4 · Cavalier blanc sur case noire c3 · Pion blanc sur case blanche a2 · Pion blanc sur case noire b2 · Pion blanc sur case blanche c2 · Pion blanc sur case blanche g2 · Pion blanc sur case noire h2 · Roi blanc sur case noire e1 · Tour blanche sur case blanche h1 | Tour noire sur case blanche a8 · Cavalier noir sur case noire b8 · Fou noir sur case blanche c8 · Tour blanche sur case noire d8 · Cavalier noir sur case blanche g8 · Tour noire sur case noire h8 · Pion noir sur case blanche b7 · Pion noir sur case noire c7 · Roi noir sur case blanche f7 · Pion noir sur case noire g7 · Pion noir sur case blanche h7 · Pion noir sur case blanche a6 · Dame noire sur case blanche e6 · Cavalier blanc sur case noire e5 · Fou blanc sur case noire g5 · Fou noir sur case noire b4 · Fou blanc sur case blanche c4 · Pion blanc sur case blanche e4 · Cavalier blanc sur case noire c3 · Pion blanc sur case blanche a2 · Pion blanc sur case noire b2 · Pion blanc sur case blanche c2 · Pion blanc sur case blanche g2 · Pion blanc sur case noire h2 · Roi blanc sur case noire e1 · Tour blanche sur case blanche h1 | Tour noire sur case blanche a8 · Cavalier noir sur case noire b8 · Fou noir sur case blanche c8 · Tour blanche sur case noire d8 · Cavalier noir sur case blanche g8 · Tour noire sur case noire h8 · Pion noir sur case blanche b7 · Pion noir sur case noire c7 · Roi noir sur case blanche f7 · Pion noir sur case noire g7 · Pion noir sur case blanche h7 · Pion noir sur case blanche a6 · Dame noire sur case blanche e6 · Cavalier blanc sur case noire e5 · Fou blanc sur case noire g5 · Fou noir sur case noire b4 · Fou blanc sur case blanche c4 · Pion blanc sur case blanche e4 · Cavalier blanc sur case noire c3 · Pion blanc sur case blanche a2 · Pion blanc sur case noire b2 · Pion blanc sur case blanche c2 · Pion blanc sur case blanche g2 · Pion blanc sur case noire h2 · Roi blanc sur case noire e1 · Tour blanche sur case blanche h1 | Tour noire sur case blanche a8 · Cavalier noir sur case noire b8 · Fou noir sur case blanche c8 · Tour blanche sur case noire d8 · Cavalier noir sur case blanche g8 · Tour noire sur case noire h8 · Pion noir sur case blanche b7 · Pion noir sur case noire c7 · Roi noir sur case blanche f7 · Pion noir sur case noire g7 · Pion noir sur case blanche h7 · Pion noir sur case blanche a6 · Dame noire sur case blanche e6 · Cavalier blanc sur case noire e5 · Fou blanc sur case noire g5 · Fou noir sur case noire b4 · Fou blanc sur case blanche c4 · Pion blanc sur case blanche e4 · Cavalier blanc sur case noire c3 · Pion blanc sur case blanche a2 · Pion blanc sur case noire b2 · Pion blanc sur case blanche c2 · Pion blanc sur case blanche g2 · Pion blanc sur case noire h2 · Roi blanc sur case noire e1 · Tour blanche sur case blanche h1 | 7 |
| 6 | Tour noire sur case blanche a8 · Cavalier noir sur case noire b8 · Fou noir sur case blanche c8 · Tour blanche sur case noire d8 · Cavalier noir sur case blanche g8 · Tour noire sur case noire h8 · Pion noir sur case blanche b7 · Pion noir sur case noire c7 · Roi noir sur case blanche f7 · Pion noir sur case noire g7 · Pion noir sur case blanche h7 · Pion noir sur case blanche a6 · Dame noire sur case blanche e6 · Cavalier blanc sur case noire e5 · Fou blanc sur case noire g5 · Fou noir sur case noire b4 · Fou blanc sur case blanche c4 · Pion blanc sur case blanche e4 · Cavalier blanc sur case noire c3 · Pion blanc sur case blanche a2 · Pion blanc sur case noire b2 · Pion blanc sur case blanche c2 · Pion blanc sur case blanche g2 · Pion blanc sur case noire h2 · Roi blanc sur case noire e1 · Tour blanche sur case blanche h1 | Tour noire sur case blanche a8 · Cavalier noir sur case noire b8 · Fou noir sur case blanche c8 · Tour blanche sur case noire d8 · Cavalier noir sur case blanche g8 · Tour noire sur case noire h8 · Pion noir sur case blanche b7 · Pion noir sur case noire c7 · Roi noir sur case blanche f7 · Pion noir sur case noire g7 · Pion noir sur case blanche h7 · Pion noir sur case blanche a6 · Dame noire sur case blanche e6 · Cavalier blanc sur case noire e5 · Fou blanc sur case noire g5 · Fou noir sur case noire b4 · Fou blanc sur case blanche c4 · Pion blanc sur case blanche e4 · Cavalier blanc sur case noire c3 · Pion blanc sur case blanche a2 · Pion blanc sur case noire b2 · Pion blanc sur case blanche c2 · Pion blanc sur case blanche g2 · Pion blanc sur case noire h2 · Roi blanc sur case noire e1 · Tour blanche sur case blanche h1 | Tour noire sur case blanche a8 · Cavalier noir sur case noire b8 · Fou noir sur case blanche c8 · Tour blanche sur case noire d8 · Cavalier noir sur case blanche g8 · Tour noire sur case noire h8 · Pion noir sur case blanche b7 · Pion noir sur case noire c7 · Roi noir sur case blanche f7 · Pion noir sur case noire g7 · Pion noir sur case blanche h7 · Pion noir sur case blanche a6 · Dame noire sur case blanche e6 · Cavalier blanc sur case noire e5 · Fou blanc sur case noire g5 · Fou noir sur case noire b4 · Fou blanc sur case blanche c4 · Pion blanc sur case blanche e4 · Cavalier blanc sur case noire c3 · Pion blanc sur case blanche a2 · Pion blanc sur case noire b2 · Pion blanc sur case blanche c2 · Pion blanc sur case blanche g2 · Pion blanc sur case noire h2 · Roi blanc sur case noire e1 · Tour blanche sur case blanche h1 | Tour noire sur case blanche a8 · Cavalier noir sur case noire b8 · Fou noir sur case blanche c8 · Tour blanche sur case noire d8 · Cavalier noir sur case blanche g8 · Tour noire sur case noire h8 · Pion noir sur case blanche b7 · Pion noir sur case noire c7 · Roi noir sur case blanche f7 · Pion noir sur case noire g7 · Pion noir sur case blanche h7 · Pion noir sur case blanche a6 · Dame noire sur case blanche e6 · Cavalier blanc sur case noire e5 · Fou blanc sur case noire g5 · Fou noir sur case noire b4 · Fou blanc sur case blanche c4 · Pion blanc sur case blanche e4 · Cavalier blanc sur case noire c3 · Pion blanc sur case blanche a2 · Pion blanc sur case noire b2 · Pion blanc sur case blanche c2 · Pion blanc sur case blanche g2 · Pion blanc sur case noire h2 · Roi blanc sur case noire e1 · Tour blanche sur case blanche h1 | Tour noire sur case blanche a8 · Cavalier noir sur case noire b8 · Fou noir sur case blanche c8 · Tour blanche sur case noire d8 · Cavalier noir sur case blanche g8 · Tour noire sur case noire h8 · Pion noir sur case blanche b7 · Pion noir sur case noire c7 · Roi noir sur case blanche f7 · Pion noir sur case noire g7 · Pion noir sur case blanche h7 · Pion noir sur case blanche a6 · Dame noire sur case blanche e6 · Cavalier blanc sur case noire e5 · Fou blanc sur case noire g5 · Fou noir sur case noire b4 · Fou blanc sur case blanche c4 · Pion blanc sur case blanche e4 · Cavalier blanc sur case noire c3 · Pion blanc sur case blanche a2 · Pion blanc sur case noire b2 · Pion blanc sur case blanche c2 · Pion blanc sur case blanche g2 · Pion blanc sur case noire h2 · Roi blanc sur case noire e1 · Tour blanche sur case blanche h1 | Tour noire sur case blanche a8 · Cavalier noir sur case noire b8 · Fou noir sur case blanche c8 · Tour blanche sur case noire d8 · Cavalier noir sur case blanche g8 · Tour noire sur case noire h8 · Pion noir sur case blanche b7 · Pion noir sur case noire c7 · Roi noir sur case blanche f7 · Pion noir sur case noire g7 · Pion noir sur case blanche h7 · Pion noir sur case blanche a6 · Dame noire sur case blanche e6 · Cavalier blanc sur case noire e5 · Fou blanc sur case noire g5 · Fou noir sur case noire b4 · Fou blanc sur case blanche c4 · Pion blanc sur case blanche e4 · Cavalier blanc sur case noire c3 · Pion blanc sur case blanche a2 · Pion blanc sur case noire b2 · Pion blanc sur case blanche c2 · Pion blanc sur case blanche g2 · Pion blanc sur case noire h2 · Roi blanc sur case noire e1 · Tour blanche sur case blanche h1 | Tour noire sur case blanche a8 · Cavalier noir sur case noire b8 · Fou noir sur case blanche c8 · Tour blanche sur case noire d8 · Cavalier noir sur case blanche g8 · Tour noire sur case noire h8 · Pion noir sur case blanche b7 · Pion noir sur case noire c7 · Roi noir sur case blanche f7 · Pion noir sur case noire g7 · Pion noir sur case blanche h7 · Pion noir sur case blanche a6 · Dame noire sur case blanche e6 · Cavalier blanc sur case noire e5 · Fou blanc sur case noire g5 · Fou noir sur case noire b4 · Fou blanc sur case blanche c4 · Pion blanc sur case blanche e4 · Cavalier blanc sur case noire c3 · Pion blanc sur case blanche a2 · Pion blanc sur case noire b2 · Pion blanc sur case blanche c2 · Pion blanc sur case blanche g2 · Pion blanc sur case noire h2 · Roi blanc sur case noire e1 · Tour blanche sur case blanche h1 | Tour noire sur case blanche a8 · Cavalier noir sur case noire b8 · Fou noir sur case blanche c8 · Tour blanche sur case noire d8 · Cavalier noir sur case blanche g8 · Tour noire sur case noire h8 · Pion noir sur case blanche b7 · Pion noir sur case noire c7 · Roi noir sur case blanche f7 · Pion noir sur case noire g7 · Pion noir sur case blanche h7 · Pion noir sur case blanche a6 · Dame noire sur case blanche e6 · Cavalier blanc sur case noire e5 · Fou blanc sur case noire g5 · Fou noir sur case noire b4 · Fou blanc sur case blanche c4 · Pion blanc sur case blanche e4 · Cavalier blanc sur case noire c3 · Pion blanc sur case blanche a2 · Pion blanc sur case noire b2 · Pion blanc sur case blanche c2 · Pion blanc sur case blanche g2 · Pion blanc sur case noire h2 · Roi blanc sur case noire e1 · Tour blanche sur case blanche h1 | 6 |
| 5 | Tour noire sur case blanche a8 · Cavalier noir sur case noire b8 · Fou noir sur case blanche c8 · Tour blanche sur case noire d8 · Cavalier noir sur case blanche g8 · Tour noire sur case noire h8 · Pion noir sur case blanche b7 · Pion noir sur case noire c7 · Roi noir sur case blanche f7 · Pion noir sur case noire g7 · Pion noir sur case blanche h7 · Pion noir sur case blanche a6 · Dame noire sur case blanche e6 · Cavalier blanc sur case noire e5 · Fou blanc sur case noire g5 · Fou noir sur case noire b4 · Fou blanc sur case blanche c4 · Pion blanc sur case blanche e4 · Cavalier blanc sur case noire c3 · Pion blanc sur case blanche a2 · Pion blanc sur case noire b2 · Pion blanc sur case blanche c2 · Pion blanc sur case blanche g2 · Pion blanc sur case noire h2 · Roi blanc sur case noire e1 · Tour blanche sur case blanche h1 | Tour noire sur case blanche a8 · Cavalier noir sur case noire b8 · Fou noir sur case blanche c8 · Tour blanche sur case noire d8 · Cavalier noir sur case blanche g8 · Tour noire sur case noire h8 · Pion noir sur case blanche b7 · Pion noir sur case noire c7 · Roi noir sur case blanche f7 · Pion noir sur case noire g7 · Pion noir sur case blanche h7 · Pion noir sur case blanche a6 · Dame noire sur case blanche e6 · Cavalier blanc sur case noire e5 · Fou blanc sur case noire g5 · Fou noir sur case noire b4 · Fou blanc sur case blanche c4 · Pion blanc sur case blanche e4 · Cavalier blanc sur case noire c3 · Pion blanc sur case blanche a2 · Pion blanc sur case noire b2 · Pion blanc sur case blanche c2 · Pion blanc sur case blanche g2 · Pion blanc sur case noire h2 · Roi blanc sur case noire e1 · Tour blanche sur case blanche h1 | Tour noire sur case blanche a8 · Cavalier noir sur case noire b8 · Fou noir sur case blanche c8 · Tour blanche sur case noire d8 · Cavalier noir sur case blanche g8 · Tour noire sur case noire h8 · Pion noir sur case blanche b7 · Pion noir sur case noire c7 · Roi noir sur case blanche f7 · Pion noir sur case noire g7 · Pion noir sur case blanche h7 · Pion noir sur case blanche a6 · Dame noire sur case blanche e6 · Cavalier blanc sur case noire e5 · Fou blanc sur case noire g5 · Fou noir sur case noire b4 · Fou blanc sur case blanche c4 · Pion blanc sur case blanche e4 · Cavalier blanc sur case noire c3 · Pion blanc sur case blanche a2 · Pion blanc sur case noire b2 · Pion blanc sur case blanche c2 · Pion blanc sur case blanche g2 · Pion blanc sur case noire h2 · Roi blanc sur case noire e1 · Tour blanche sur case blanche h1 | Tour noire sur case blanche a8 · Cavalier noir sur case noire b8 · Fou noir sur case blanche c8 · Tour blanche sur case noire d8 · Cavalier noir sur case blanche g8 · Tour noire sur case noire h8 · Pion noir sur case blanche b7 · Pion noir sur case noire c7 · Roi noir sur case blanche f7 · Pion noir sur case noire g7 · Pion noir sur case blanche h7 · Pion noir sur case blanche a6 · Dame noire sur case blanche e6 · Cavalier blanc sur case noire e5 · Fou blanc sur case noire g5 · Fou noir sur case noire b4 · Fou blanc sur case blanche c4 · Pion blanc sur case blanche e4 · Cavalier blanc sur case noire c3 · Pion blanc sur case blanche a2 · Pion blanc sur case noire b2 · Pion blanc sur case blanche c2 · Pion blanc sur case blanche g2 · Pion blanc sur case noire h2 · Roi blanc sur case noire e1 · Tour blanche sur case blanche h1 | Tour noire sur case blanche a8 · Cavalier noir sur case noire b8 · Fou noir sur case blanche c8 · Tour blanche sur case noire d8 · Cavalier noir sur case blanche g8 · Tour noire sur case noire h8 · Pion noir sur case blanche b7 · Pion noir sur case noire c7 · Roi noir sur case blanche f7 · Pion noir sur case noire g7 · Pion noir sur case blanche h7 · Pion noir sur case blanche a6 · Dame noire sur case blanche e6 · Cavalier blanc sur case noire e5 · Fou blanc sur case noire g5 · Fou noir sur case noire b4 · Fou blanc sur case blanche c4 · Pion blanc sur case blanche e4 · Cavalier blanc sur case noire c3 · Pion blanc sur case blanche a2 · Pion blanc sur case noire b2 · Pion blanc sur case blanche c2 · Pion blanc sur case blanche g2 · Pion blanc sur case noire h2 · Roi blanc sur case noire e1 · Tour blanche sur case blanche h1 | Tour noire sur case blanche a8 · Cavalier noir sur case noire b8 · Fou noir sur case blanche c8 · Tour blanche sur case noire d8 · Cavalier noir sur case blanche g8 · Tour noire sur case noire h8 · Pion noir sur case blanche b7 · Pion noir sur case noire c7 · Roi noir sur case blanche f7 · Pion noir sur case noire g7 · Pion noir sur case blanche h7 · Pion noir sur case blanche a6 · Dame noire sur case blanche e6 · Cavalier blanc sur case noire e5 · Fou blanc sur case noire g5 · Fou noir sur case noire b4 · Fou blanc sur case blanche c4 · Pion blanc sur case blanche e4 · Cavalier blanc sur case noire c3 · Pion blanc sur case blanche a2 · Pion blanc sur case noire b2 · Pion blanc sur case blanche c2 · Pion blanc sur case blanche g2 · Pion blanc sur case noire h2 · Roi blanc sur case noire e1 · Tour blanche sur case blanche h1 | Tour noire sur case blanche a8 · Cavalier noir sur case noire b8 · Fou noir sur case blanche c8 · Tour blanche sur case noire d8 · Cavalier noir sur case blanche g8 · Tour noire sur case noire h8 · Pion noir sur case blanche b7 · Pion noir sur case noire c7 · Roi noir sur case blanche f7 · Pion noir sur case noire g7 · Pion noir sur case blanche h7 · Pion noir sur case blanche a6 · Dame noire sur case blanche e6 · Cavalier blanc sur case noire e5 · Fou blanc sur case noire g5 · Fou noir sur case noire b4 · Fou blanc sur case blanche c4 · Pion blanc sur case blanche e4 · Cavalier blanc sur case noire c3 · Pion blanc sur case blanche a2 · Pion blanc sur case noire b2 · Pion blanc sur case blanche c2 · Pion blanc sur case blanche g2 · Pion blanc sur case noire h2 · Roi blanc sur case noire e1 · Tour blanche sur case blanche h1 | Tour noire sur case blanche a8 · Cavalier noir sur case noire b8 · Fou noir sur case blanche c8 · Tour blanche sur case noire d8 · Cavalier noir sur case blanche g8 · Tour noire sur case noire h8 · Pion noir sur case blanche b7 · Pion noir sur case noire c7 · Roi noir sur case blanche f7 · Pion noir sur case noire g7 · Pion noir sur case blanche h7 · Pion noir sur case blanche a6 · Dame noire sur case blanche e6 · Cavalier blanc sur case noire e5 · Fou blanc sur case noire g5 · Fou noir sur case noire b4 · Fou blanc sur case blanche c4 · Pion blanc sur case blanche e4 · Cavalier blanc sur case noire c3 · Pion blanc sur case blanche a2 · Pion blanc sur case noire b2 · Pion blanc sur case blanche c2 · Pion blanc sur case blanche g2 · Pion blanc sur case noire h2 · Roi blanc sur case noire e1 · Tour blanche sur case blanche h1 | 5 |
| 4 | Tour noire sur case blanche a8 · Cavalier noir sur case noire b8 · Fou noir sur case blanche c8 · Tour blanche sur case noire d8 · Cavalier noir sur case blanche g8 · Tour noire sur case noire h8 · Pion noir sur case blanche b7 · Pion noir sur case noire c7 · Roi noir sur case blanche f7 · Pion noir sur case noire g7 · Pion noir sur case blanche h7 · Pion noir sur case blanche a6 · Dame noire sur case blanche e6 · Cavalier blanc sur case noire e5 · Fou blanc sur case noire g5 · Fou noir sur case noire b4 · Fou blanc sur case blanche c4 · Pion blanc sur case blanche e4 · Cavalier blanc sur case noire c3 · Pion blanc sur case blanche a2 · Pion blanc sur case noire b2 · Pion blanc sur case blanche c2 · Pion blanc sur case blanche g2 · Pion blanc sur case noire h2 · Roi blanc sur case noire e1 · Tour blanche sur case blanche h1 | Tour noire sur case blanche a8 · Cavalier noir sur case noire b8 · Fou noir sur case blanche c8 · Tour blanche sur case noire d8 · Cavalier noir sur case blanche g8 · Tour noire sur case noire h8 · Pion noir sur case blanche b7 · Pion noir sur case noire c7 · Roi noir sur case blanche f7 · Pion noir sur case noire g7 · Pion noir sur case blanche h7 · Pion noir sur case blanche a6 · Dame noire sur case blanche e6 · Cavalier blanc sur case noire e5 · Fou blanc sur case noire g5 · Fou noir sur case noire b4 · Fou blanc sur case blanche c4 · Pion blanc sur case blanche e4 · Cavalier blanc sur case noire c3 · Pion blanc sur case blanche a2 · Pion blanc sur case noire b2 · Pion blanc sur case blanche c2 · Pion blanc sur case blanche g2 · Pion blanc sur case noire h2 · Roi blanc sur case noire e1 · Tour blanche sur case blanche h1 | Tour noire sur case blanche a8 · Cavalier noir sur case noire b8 · Fou noir sur case blanche c8 · Tour blanche sur case noire d8 · Cavalier noir sur case blanche g8 · Tour noire sur case noire h8 · Pion noir sur case blanche b7 · Pion noir sur case noire c7 · Roi noir sur case blanche f7 · Pion noir sur case noire g7 · Pion noir sur case blanche h7 · Pion noir sur case blanche a6 · Dame noire sur case blanche e6 · Cavalier blanc sur case noire e5 · Fou blanc sur case noire g5 · Fou noir sur case noire b4 · Fou blanc sur case blanche c4 · Pion blanc sur case blanche e4 · Cavalier blanc sur case noire c3 · Pion blanc sur case blanche a2 · Pion blanc sur case noire b2 · Pion blanc sur case blanche c2 · Pion blanc sur case blanche g2 · Pion blanc sur case noire h2 · Roi blanc sur case noire e1 · Tour blanche sur case blanche h1 | Tour noire sur case blanche a8 · Cavalier noir sur case noire b8 · Fou noir sur case blanche c8 · Tour blanche sur case noire d8 · Cavalier noir sur case blanche g8 · Tour noire sur case noire h8 · Pion noir sur case blanche b7 · Pion noir sur case noire c7 · Roi noir sur case blanche f7 · Pion noir sur case noire g7 · Pion noir sur case blanche h7 · Pion noir sur case blanche a6 · Dame noire sur case blanche e6 · Cavalier blanc sur case noire e5 · Fou blanc sur case noire g5 · Fou noir sur case noire b4 · Fou blanc sur case blanche c4 · Pion blanc sur case blanche e4 · Cavalier blanc sur case noire c3 · Pion blanc sur case blanche a2 · Pion blanc sur case noire b2 · Pion blanc sur case blanche c2 · Pion blanc sur case blanche g2 · Pion blanc sur case noire h2 · Roi blanc sur case noire e1 · Tour blanche sur case blanche h1 | Tour noire sur case blanche a8 · Cavalier noir sur case noire b8 · Fou noir sur case blanche c8 · Tour blanche sur case noire d8 · Cavalier noir sur case blanche g8 · Tour noire sur case noire h8 · Pion noir sur case blanche b7 · Pion noir sur case noire c7 · Roi noir sur case blanche f7 · Pion noir sur case noire g7 · Pion noir sur case blanche h7 · Pion noir sur case blanche a6 · Dame noire sur case blanche e6 · Cavalier blanc sur case noire e5 · Fou blanc sur case noire g5 · Fou noir sur case noire b4 · Fou blanc sur case blanche c4 · Pion blanc sur case blanche e4 · Cavalier blanc sur case noire c3 · Pion blanc sur case blanche a2 · Pion blanc sur case noire b2 · Pion blanc sur case blanche c2 · Pion blanc sur case blanche g2 · Pion blanc sur case noire h2 · Roi blanc sur case noire e1 · Tour blanche sur case blanche h1 | Tour noire sur case blanche a8 · Cavalier noir sur case noire b8 · Fou noir sur case blanche c8 · Tour blanche sur case noire d8 · Cavalier noir sur case blanche g8 · Tour noire sur case noire h8 · Pion noir sur case blanche b7 · Pion noir sur case noire c7 · Roi noir sur case blanche f7 · Pion noir sur case noire g7 · Pion noir sur case blanche h7 · Pion noir sur case blanche a6 · Dame noire sur case blanche e6 · Cavalier blanc sur case noire e5 · Fou blanc sur case noire g5 · Fou noir sur case noire b4 · Fou blanc sur case blanche c4 · Pion blanc sur case blanche e4 · Cavalier blanc sur case noire c3 · Pion blanc sur case blanche a2 · Pion blanc sur case noire b2 · Pion blanc sur case blanche c2 · Pion blanc sur case blanche g2 · Pion blanc sur case noire h2 · Roi blanc sur case noire e1 · Tour blanche sur case blanche h1 | Tour noire sur case blanche a8 · Cavalier noir sur case noire b8 · Fou noir sur case blanche c8 · Tour blanche sur case noire d8 · Cavalier noir sur case blanche g8 · Tour noire sur case noire h8 · Pion noir sur case blanche b7 · Pion noir sur case noire c7 · Roi noir sur case blanche f7 · Pion noir sur case noire g7 · Pion noir sur case blanche h7 · Pion noir sur case blanche a6 · Dame noire sur case blanche e6 · Cavalier blanc sur case noire e5 · Fou blanc sur case noire g5 · Fou noir sur case noire b4 · Fou blanc sur case blanche c4 · Pion blanc sur case blanche e4 · Cavalier blanc sur case noire c3 · Pion blanc sur case blanche a2 · Pion blanc sur case noire b2 · Pion blanc sur case blanche c2 · Pion blanc sur case blanche g2 · Pion blanc sur case noire h2 · Roi blanc sur case noire e1 · Tour blanche sur case blanche h1 | Tour noire sur case blanche a8 · Cavalier noir sur case noire b8 · Fou noir sur case blanche c8 · Tour blanche sur case noire d8 · Cavalier noir sur case blanche g8 · Tour noire sur case noire h8 · Pion noir sur case blanche b7 · Pion noir sur case noire c7 · Roi noir sur case blanche f7 · Pion noir sur case noire g7 · Pion noir sur case blanche h7 · Pion noir sur case blanche a6 · Dame noire sur case blanche e6 · Cavalier blanc sur case noire e5 · Fou blanc sur case noire g5 · Fou noir sur case noire b4 · Fou blanc sur case blanche c4 · Pion blanc sur case blanche e4 · Cavalier blanc sur case noire c3 · Pion blanc sur case blanche a2 · Pion blanc sur case noire b2 · Pion blanc sur case blanche c2 · Pion blanc sur case blanche g2 · Pion blanc sur case noire h2 · Roi blanc sur case noire e1 · Tour blanche sur case blanche h1 | 4 |
| 3 | Tour noire sur case blanche a8 · Cavalier noir sur case noire b8 · Fou noir sur case blanche c8 · Tour blanche sur case noire d8 · Cavalier noir sur case blanche g8 · Tour noire sur case noire h8 · Pion noir sur case blanche b7 · Pion noir sur case noire c7 · Roi noir sur case blanche f7 · Pion noir sur case noire g7 · Pion noir sur case blanche h7 · Pion noir sur case blanche a6 · Dame noire sur case blanche e6 · Cavalier blanc sur case noire e5 · Fou blanc sur case noire g5 · Fou noir sur case noire b4 · Fou blanc sur case blanche c4 · Pion blanc sur case blanche e4 · Cavalier blanc sur case noire c3 · Pion blanc sur case blanche a2 · Pion blanc sur case noire b2 · Pion blanc sur case blanche c2 · Pion blanc sur case blanche g2 · Pion blanc sur case noire h2 · Roi blanc sur case noire e1 · Tour blanche sur case blanche h1 | Tour noire sur case blanche a8 · Cavalier noir sur case noire b8 · Fou noir sur case blanche c8 · Tour blanche sur case noire d8 · Cavalier noir sur case blanche g8 · Tour noire sur case noire h8 · Pion noir sur case blanche b7 · Pion noir sur case noire c7 · Roi noir sur case blanche f7 · Pion noir sur case noire g7 · Pion noir sur case blanche h7 · Pion noir sur case blanche a6 · Dame noire sur case blanche e6 · Cavalier blanc sur case noire e5 · Fou blanc sur case noire g5 · Fou noir sur case noire b4 · Fou blanc sur case blanche c4 · Pion blanc sur case blanche e4 · Cavalier blanc sur case noire c3 · Pion blanc sur case blanche a2 · Pion blanc sur case noire b2 · Pion blanc sur case blanche c2 · Pion blanc sur case blanche g2 · Pion blanc sur case noire h2 · Roi blanc sur case noire e1 · Tour blanche sur case blanche h1 | Tour noire sur case blanche a8 · Cavalier noir sur case noire b8 · Fou noir sur case blanche c8 · Tour blanche sur case noire d8 · Cavalier noir sur case blanche g8 · Tour noire sur case noire h8 · Pion noir sur case blanche b7 · Pion noir sur case noire c7 · Roi noir sur case blanche f7 · Pion noir sur case noire g7 · Pion noir sur case blanche h7 · Pion noir sur case blanche a6 · Dame noire sur case blanche e6 · Cavalier blanc sur case noire e5 · Fou blanc sur case noire g5 · Fou noir sur case noire b4 · Fou blanc sur case blanche c4 · Pion blanc sur case blanche e4 · Cavalier blanc sur case noire c3 · Pion blanc sur case blanche a2 · Pion blanc sur case noire b2 · Pion blanc sur case blanche c2 · Pion blanc sur case blanche g2 · Pion blanc sur case noire h2 · Roi blanc sur case noire e1 · Tour blanche sur case blanche h1 | Tour noire sur case blanche a8 · Cavalier noir sur case noire b8 · Fou noir sur case blanche c8 · Tour blanche sur case noire d8 · Cavalier noir sur case blanche g8 · Tour noire sur case noire h8 · Pion noir sur case blanche b7 · Pion noir sur case noire c7 · Roi noir sur case blanche f7 · Pion noir sur case noire g7 · Pion noir sur case blanche h7 · Pion noir sur case blanche a6 · Dame noire sur case blanche e6 · Cavalier blanc sur case noire e5 · Fou blanc sur case noire g5 · Fou noir sur case noire b4 · Fou blanc sur case blanche c4 · Pion blanc sur case blanche e4 · Cavalier blanc sur case noire c3 · Pion blanc sur case blanche a2 · Pion blanc sur case noire b2 · Pion blanc sur case blanche c2 · Pion blanc sur case blanche g2 · Pion blanc sur case noire h2 · Roi blanc sur case noire e1 · Tour blanche sur case blanche h1 | Tour noire sur case blanche a8 · Cavalier noir sur case noire b8 · Fou noir sur case blanche c8 · Tour blanche sur case noire d8 · Cavalier noir sur case blanche g8 · Tour noire sur case noire h8 · Pion noir sur case blanche b7 · Pion noir sur case noire c7 · Roi noir sur case blanche f7 · Pion noir sur case noire g7 · Pion noir sur case blanche h7 · Pion noir sur case blanche a6 · Dame noire sur case blanche e6 · Cavalier blanc sur case noire e5 · Fou blanc sur case noire g5 · Fou noir sur case noire b4 · Fou blanc sur case blanche c4 · Pion blanc sur case blanche e4 · Cavalier blanc sur case noire c3 · Pion blanc sur case blanche a2 · Pion blanc sur case noire b2 · Pion blanc sur case blanche c2 · Pion blanc sur case blanche g2 · Pion blanc sur case noire h2 · Roi blanc sur case noire e1 · Tour blanche sur case blanche h1 | Tour noire sur case blanche a8 · Cavalier noir sur case noire b8 · Fou noir sur case blanche c8 · Tour blanche sur case noire d8 · Cavalier noir sur case blanche g8 · Tour noire sur case noire h8 · Pion noir sur case blanche b7 · Pion noir sur case noire c7 · Roi noir sur case blanche f7 · Pion noir sur case noire g7 · Pion noir sur case blanche h7 · Pion noir sur case blanche a6 · Dame noire sur case blanche e6 · Cavalier blanc sur case noire e5 · Fou blanc sur case noire g5 · Fou noir sur case noire b4 · Fou blanc sur case blanche c4 · Pion blanc sur case blanche e4 · Cavalier blanc sur case noire c3 · Pion blanc sur case blanche a2 · Pion blanc sur case noire b2 · Pion blanc sur case blanche c2 · Pion blanc sur case blanche g2 · Pion blanc sur case noire h2 · Roi blanc sur case noire e1 · Tour blanche sur case blanche h1 | Tour noire sur case blanche a8 · Cavalier noir sur case noire b8 · Fou noir sur case blanche c8 · Tour blanche sur case noire d8 · Cavalier noir sur case blanche g8 · Tour noire sur case noire h8 · Pion noir sur case blanche b7 · Pion noir sur case noire c7 · Roi noir sur case blanche f7 · Pion noir sur case noire g7 · Pion noir sur case blanche h7 · Pion noir sur case blanche a6 · Dame noire sur case blanche e6 · Cavalier blanc sur case noire e5 · Fou blanc sur case noire g5 · Fou noir sur case noire b4 · Fou blanc sur case blanche c4 · Pion blanc sur case blanche e4 · Cavalier blanc sur case noire c3 · Pion blanc sur case blanche a2 · Pion blanc sur case noire b2 · Pion blanc sur case blanche c2 · Pion blanc sur case blanche g2 · Pion blanc sur case noire h2 · Roi blanc sur case noire e1 · Tour blanche sur case blanche h1 | Tour noire sur case blanche a8 · Cavalier noir sur case noire b8 · Fou noir sur case blanche c8 · Tour blanche sur case noire d8 · Cavalier noir sur case blanche g8 · Tour noire sur case noire h8 · Pion noir sur case blanche b7 · Pion noir sur case noire c7 · Roi noir sur case blanche f7 · Pion noir sur case noire g7 · Pion noir sur case blanche h7 · Pion noir sur case blanche a6 · Dame noire sur case blanche e6 · Cavalier blanc sur case noire e5 · Fou blanc sur case noire g5 · Fou noir sur case noire b4 · Fou blanc sur case blanche c4 · Pion blanc sur case blanche e4 · Cavalier blanc sur case noire c3 · Pion blanc sur case blanche a2 · Pion blanc sur case noire b2 · Pion blanc sur case blanche c2 · Pion blanc sur case blanche g2 · Pion blanc sur case noire h2 · Roi blanc sur case noire e1 · Tour blanche sur case blanche h1 | 3 |
| 2 | Tour noire sur case blanche a8 · Cavalier noir sur case noire b8 · Fou noir sur case blanche c8 · Tour blanche sur case noire d8 · Cavalier noir sur case blanche g8 · Tour noire sur case noire h8 · Pion noir sur case blanche b7 · Pion noir sur case noire c7 · Roi noir sur case blanche f7 · Pion noir sur case noire g7 · Pion noir sur case blanche h7 · Pion noir sur case blanche a6 · Dame noire sur case blanche e6 · Cavalier blanc sur case noire e5 · Fou blanc sur case noire g5 · Fou noir sur case noire b4 · Fou blanc sur case blanche c4 · Pion blanc sur case blanche e4 · Cavalier blanc sur case noire c3 · Pion blanc sur case blanche a2 · Pion blanc sur case noire b2 · Pion blanc sur case blanche c2 · Pion blanc sur case blanche g2 · Pion blanc sur case noire h2 · Roi blanc sur case noire e1 · Tour blanche sur case blanche h1 | Tour noire sur case blanche a8 · Cavalier noir sur case noire b8 · Fou noir sur case blanche c8 · Tour blanche sur case noire d8 · Cavalier noir sur case blanche g8 · Tour noire sur case noire h8 · Pion noir sur case blanche b7 · Pion noir sur case noire c7 · Roi noir sur case blanche f7 · Pion noir sur case noire g7 · Pion noir sur case blanche h7 · Pion noir sur case blanche a6 · Dame noire sur case blanche e6 · Cavalier blanc sur case noire e5 · Fou blanc sur case noire g5 · Fou noir sur case noire b4 · Fou blanc sur case blanche c4 · Pion blanc sur case blanche e4 · Cavalier blanc sur case noire c3 · Pion blanc sur case blanche a2 · Pion blanc sur case noire b2 · Pion blanc sur case blanche c2 · Pion blanc sur case blanche g2 · Pion blanc sur case noire h2 · Roi blanc sur case noire e1 · Tour blanche sur case blanche h1 | Tour noire sur case blanche a8 · Cavalier noir sur case noire b8 · Fou noir sur case blanche c8 · Tour blanche sur case noire d8 · Cavalier noir sur case blanche g8 · Tour noire sur case noire h8 · Pion noir sur case blanche b7 · Pion noir sur case noire c7 · Roi noir sur case blanche f7 · Pion noir sur case noire g7 · Pion noir sur case blanche h7 · Pion noir sur case blanche a6 · Dame noire sur case blanche e6 · Cavalier blanc sur case noire e5 · Fou blanc sur case noire g5 · Fou noir sur case noire b4 · Fou blanc sur case blanche c4 · Pion blanc sur case blanche e4 · Cavalier blanc sur case noire c3 · Pion blanc sur case blanche a2 · Pion blanc sur case noire b2 · Pion blanc sur case blanche c2 · Pion blanc sur case blanche g2 · Pion blanc sur case noire h2 · Roi blanc sur case noire e1 · Tour blanche sur case blanche h1 | Tour noire sur case blanche a8 · Cavalier noir sur case noire b8 · Fou noir sur case blanche c8 · Tour blanche sur case noire d8 · Cavalier noir sur case blanche g8 · Tour noire sur case noire h8 · Pion noir sur case blanche b7 · Pion noir sur case noire c7 · Roi noir sur case blanche f7 · Pion noir sur case noire g7 · Pion noir sur case blanche h7 · Pion noir sur case blanche a6 · Dame noire sur case blanche e6 · Cavalier blanc sur case noire e5 · Fou blanc sur case noire g5 · Fou noir sur case noire b4 · Fou blanc sur case blanche c4 · Pion blanc sur case blanche e4 · Cavalier blanc sur case noire c3 · Pion blanc sur case blanche a2 · Pion blanc sur case noire b2 · Pion blanc sur case blanche c2 · Pion blanc sur case blanche g2 · Pion blanc sur case noire h2 · Roi blanc sur case noire e1 · Tour blanche sur case blanche h1 | Tour noire sur case blanche a8 · Cavalier noir sur case noire b8 · Fou noir sur case blanche c8 · Tour blanche sur case noire d8 · Cavalier noir sur case blanche g8 · Tour noire sur case noire h8 · Pion noir sur case blanche b7 · Pion noir sur case noire c7 · Roi noir sur case blanche f7 · Pion noir sur case noire g7 · Pion noir sur case blanche h7 · Pion noir sur case blanche a6 · Dame noire sur case blanche e6 · Cavalier blanc sur case noire e5 · Fou blanc sur case noire g5 · Fou noir sur case noire b4 · Fou blanc sur case blanche c4 · Pion blanc sur case blanche e4 · Cavalier blanc sur case noire c3 · Pion blanc sur case blanche a2 · Pion blanc sur case noire b2 · Pion blanc sur case blanche c2 · Pion blanc sur case blanche g2 · Pion blanc sur case noire h2 · Roi blanc sur case noire e1 · Tour blanche sur case blanche h1 | Tour noire sur case blanche a8 · Cavalier noir sur case noire b8 · Fou noir sur case blanche c8 · Tour blanche sur case noire d8 · Cavalier noir sur case blanche g8 · Tour noire sur case noire h8 · Pion noir sur case blanche b7 · Pion noir sur case noire c7 · Roi noir sur case blanche f7 · Pion noir sur case noire g7 · Pion noir sur case blanche h7 · Pion noir sur case blanche a6 · Dame noire sur case blanche e6 · Cavalier blanc sur case noire e5 · Fou blanc sur case noire g5 · Fou noir sur case noire b4 · Fou blanc sur case blanche c4 · Pion blanc sur case blanche e4 · Cavalier blanc sur case noire c3 · Pion blanc sur case blanche a2 · Pion blanc sur case noire b2 · Pion blanc sur case blanche c2 · Pion blanc sur case blanche g2 · Pion blanc sur case noire h2 · Roi blanc sur case noire e1 · Tour blanche sur case blanche h1 | Tour noire sur case blanche a8 · Cavalier noir sur case noire b8 · Fou noir sur case blanche c8 · Tour blanche sur case noire d8 · Cavalier noir sur case blanche g8 · Tour noire sur case noire h8 · Pion noir sur case blanche b7 · Pion noir sur case noire c7 · Roi noir sur case blanche f7 · Pion noir sur case noire g7 · Pion noir sur case blanche h7 · Pion noir sur case blanche a6 · Dame noire sur case blanche e6 · Cavalier blanc sur case noire e5 · Fou blanc sur case noire g5 · Fou noir sur case noire b4 · Fou blanc sur case blanche c4 · Pion blanc sur case blanche e4 · Cavalier blanc sur case noire c3 · Pion blanc sur case blanche a2 · Pion blanc sur case noire b2 · Pion blanc sur case blanche c2 · Pion blanc sur case blanche g2 · Pion blanc sur case noire h2 · Roi blanc sur case noire e1 · Tour blanche sur case blanche h1 | Tour noire sur case blanche a8 · Cavalier noir sur case noire b8 · Fou noir sur case blanche c8 · Tour blanche sur case noire d8 · Cavalier noir sur case blanche g8 · Tour noire sur case noire h8 · Pion noir sur case blanche b7 · Pion noir sur case noire c7 · Roi noir sur case blanche f7 · Pion noir sur case noire g7 · Pion noir sur case blanche h7 · Pion noir sur case blanche a6 · Dame noire sur case blanche e6 · Cavalier blanc sur case noire e5 · Fou blanc sur case noire g5 · Fou noir sur case noire b4 · Fou blanc sur case blanche c4 · Pion blanc sur case blanche e4 · Cavalier blanc sur case noire c3 · Pion blanc sur case blanche a2 · Pion blanc sur case noire b2 · Pion blanc sur case blanche c2 · Pion blanc sur case blanche g2 · Pion blanc sur case noire h2 · Roi blanc sur case noire e1 · Tour blanche sur case blanche h1 | 2 |
| 1 | Tour noire sur case blanche a8 · Cavalier noir sur case noire b8 · Fou noir sur case blanche c8 · Tour blanche sur case noire d8 · Cavalier noir sur case blanche g8 · Tour noire sur case noire h8 · Pion noir sur case blanche b7 · Pion noir sur case noire c7 · Roi noir sur case blanche f7 · Pion noir sur case noire g7 · Pion noir sur case blanche h7 · Pion noir sur case blanche a6 · Dame noire sur case blanche e6 · Cavalier blanc sur case noire e5 · Fou blanc sur case noire g5 · Fou noir sur case noire b4 · Fou blanc sur case blanche c4 · Pion blanc sur case blanche e4 · Cavalier blanc sur case noire c3 · Pion blanc sur case blanche a2 · Pion blanc sur case noire b2 · Pion blanc sur case blanche c2 · Pion blanc sur case blanche g2 · Pion blanc sur case noire h2 · Roi blanc sur case noire e1 · Tour blanche sur case blanche h1 | Tour noire sur case blanche a8 · Cavalier noir sur case noire b8 · Fou noir sur case blanche c8 · Tour blanche sur case noire d8 · Cavalier noir sur case blanche g8 · Tour noire sur case noire h8 · Pion noir sur case blanche b7 · Pion noir sur case noire c7 · Roi noir sur case blanche f7 · Pion noir sur case noire g7 · Pion noir sur case blanche h7 · Pion noir sur case blanche a6 · Dame noire sur case blanche e6 · Cavalier blanc sur case noire e5 · Fou blanc sur case noire g5 · Fou noir sur case noire b4 · Fou blanc sur case blanche c4 · Pion blanc sur case blanche e4 · Cavalier blanc sur case noire c3 · Pion blanc sur case blanche a2 · Pion blanc sur case noire b2 · Pion blanc sur case blanche c2 · Pion blanc sur case blanche g2 · Pion blanc sur case noire h2 · Roi blanc sur case noire e1 · Tour blanche sur case blanche h1 | Tour noire sur case blanche a8 · Cavalier noir sur case noire b8 · Fou noir sur case blanche c8 · Tour blanche sur case noire d8 · Cavalier noir sur case blanche g8 · Tour noire sur case noire h8 · Pion noir sur case blanche b7 · Pion noir sur case noire c7 · Roi noir sur case blanche f7 · Pion noir sur case noire g7 · Pion noir sur case blanche h7 · Pion noir sur case blanche a6 · Dame noire sur case blanche e6 · Cavalier blanc sur case noire e5 · Fou blanc sur case noire g5 · Fou noir sur case noire b4 · Fou blanc sur case blanche c4 · Pion blanc sur case blanche e4 · Cavalier blanc sur case noire c3 · Pion blanc sur case blanche a2 · Pion blanc sur case noire b2 · Pion blanc sur case blanche c2 · Pion blanc sur case blanche g2 · Pion blanc sur case noire h2 · Roi blanc sur case noire e1 · Tour blanche sur case blanche h1 | Tour noire sur case blanche a8 · Cavalier noir sur case noire b8 · Fou noir sur case blanche c8 · Tour blanche sur case noire d8 · Cavalier noir sur case blanche g8 · Tour noire sur case noire h8 · Pion noir sur case blanche b7 · Pion noir sur case noire c7 · Roi noir sur case blanche f7 · Pion noir sur case noire g7 · Pion noir sur case blanche h7 · Pion noir sur case blanche a6 · Dame noire sur case blanche e6 · Cavalier blanc sur case noire e5 · Fou blanc sur case noire g5 · Fou noir sur case noire b4 · Fou blanc sur case blanche c4 · Pion blanc sur case blanche e4 · Cavalier blanc sur case noire c3 · Pion blanc sur case blanche a2 · Pion blanc sur case noire b2 · Pion blanc sur case blanche c2 · Pion blanc sur case blanche g2 · Pion blanc sur case noire h2 · Roi blanc sur case noire e1 · Tour blanche sur case blanche h1 | Tour noire sur case blanche a8 · Cavalier noir sur case noire b8 · Fou noir sur case blanche c8 · Tour blanche sur case noire d8 · Cavalier noir sur case blanche g8 · Tour noire sur case noire h8 · Pion noir sur case blanche b7 · Pion noir sur case noire c7 · Roi noir sur case blanche f7 · Pion noir sur case noire g7 · Pion noir sur case blanche h7 · Pion noir sur case blanche a6 · Dame noire sur case blanche e6 · Cavalier blanc sur case noire e5 · Fou blanc sur case noire g5 · Fou noir sur case noire b4 · Fou blanc sur case blanche c4 · Pion blanc sur case blanche e4 · Cavalier blanc sur case noire c3 · Pion blanc sur case blanche a2 · Pion blanc sur case noire b2 · Pion blanc sur case blanche c2 · Pion blanc sur case blanche g2 · Pion blanc sur case noire h2 · Roi blanc sur case noire e1 · Tour blanche sur case blanche h1 | Tour noire sur case blanche a8 · Cavalier noir sur case noire b8 · Fou noir sur case blanche c8 · Tour blanche sur case noire d8 · Cavalier noir sur case blanche g8 · Tour noire sur case noire h8 · Pion noir sur case blanche b7 · Pion noir sur case noire c7 · Roi noir sur case blanche f7 · Pion noir sur case noire g7 · Pion noir sur case blanche h7 · Pion noir sur case blanche a6 · Dame noire sur case blanche e6 · Cavalier blanc sur case noire e5 · Fou blanc sur case noire g5 · Fou noir sur case noire b4 · Fou blanc sur case blanche c4 · Pion blanc sur case blanche e4 · Cavalier blanc sur case noire c3 · Pion blanc sur case blanche a2 · Pion blanc sur case noire b2 · Pion blanc sur case blanche c2 · Pion blanc sur case blanche g2 · Pion blanc sur case noire h2 · Roi blanc sur case noire e1 · Tour blanche sur case blanche h1 | Tour noire sur case blanche a8 · Cavalier noir sur case noire b8 · Fou noir sur case blanche c8 · Tour blanche sur case noire d8 · Cavalier noir sur case blanche g8 · Tour noire sur case noire h8 · Pion noir sur case blanche b7 · Pion noir sur case noire c7 · Roi noir sur case blanche f7 · Pion noir sur case noire g7 · Pion noir sur case blanche h7 · Pion noir sur case blanche a6 · Dame noire sur case blanche e6 · Cavalier blanc sur case noire e5 · Fou blanc sur case noire g5 · Fou noir sur case noire b4 · Fou blanc sur case blanche c4 · Pion blanc sur case blanche e4 · Cavalier blanc sur case noire c3 · Pion blanc sur case blanche a2 · Pion blanc sur case noire b2 · Pion blanc sur case blanche c2 · Pion blanc sur case blanche g2 · Pion blanc sur case noire h2 · Roi blanc sur case noire e1 · Tour blanche sur case blanche h1 | Tour noire sur case blanche a8 · Cavalier noir sur case noire b8 · Fou noir sur case blanche c8 · Tour blanche sur case noire d8 · Cavalier noir sur case blanche g8 · Tour noire sur case noire h8 · Pion noir sur case blanche b7 · Pion noir sur case noire c7 · Roi noir sur case blanche f7 · Pion noir sur case noire g7 · Pion noir sur case blanche h7 · Pion noir sur case blanche a6 · Dame noire sur case blanche e6 · Cavalier blanc sur case noire e5 · Fou blanc sur case noire g5 · Fou noir sur case noire b4 · Fou blanc sur case blanche c4 · Pion blanc sur case blanche e4 · Cavalier blanc sur case noire c3 · Pion blanc sur case blanche a2 · Pion blanc sur case noire b2 · Pion blanc sur case blanche c2 · Pion blanc sur case blanche g2 · Pion blanc sur case noire h2 · Roi blanc sur case noire e1 · Tour blanche sur case blanche h1 | 1 |
|   | a | b | c | d | e | f | g | h |   |

Les Blancs sont conduits par Siegbert Tarrasch, les Noirs étaient conduits par un amateur nommé Schreder.
- 1. e4    e5
- 2. f4    d6
- 3. d3    f5
- 4. Cc3   fxe4
- 5. dxe4  a6 ?
- 6. fxe5    dxe5
- 7. Cf3   Fb4
- 8. Fg5   Dd6
- 9. Td1!? Dg6 ??

Les Noirs sont tombés dans le piège. Les Blancs annoncent mat en 3 coups :

10. Td8+  Rf7                      

11. Fc4+  De6                       

12. Cxe5# 

### Avantage de la tour de la dame
|   | a | b | c | d | e | f | g | h |   |
| 8 | Tour noire sur case noire b8 · Roi noir sur case blanche e8 · Fou noir sur case noire f8 · Tour noire sur case noire h8 · Pion noir sur case noire a7 · Pion noir sur case blanche b7 · Pion noir sur case blanche f7 · Pion noir sur case noire g7 · Pion noir sur case blanche h7 · Pion noir sur case blanche e6 · Dame noire sur case blanche g6 · Cavalier noir sur case noire h6 · Fou blanc sur case blanche b5 · Fou blanc sur case noire g5 · Pion blanc sur case blanche d3 · Pion blanc sur case blanche h3 · Pion blanc sur case blanche a2 · Pion blanc sur case noire b2 · Pion blanc sur case blanche c2 · Pion blanc sur case noire f2 · Pion blanc sur case blanche g2 · Roi blanc sur case noire e1 · Tour blanche sur case blanche h1 | Tour noire sur case noire b8 · Roi noir sur case blanche e8 · Fou noir sur case noire f8 · Tour noire sur case noire h8 · Pion noir sur case noire a7 · Pion noir sur case blanche b7 · Pion noir sur case blanche f7 · Pion noir sur case noire g7 · Pion noir sur case blanche h7 · Pion noir sur case blanche e6 · Dame noire sur case blanche g6 · Cavalier noir sur case noire h6 · Fou blanc sur case blanche b5 · Fou blanc sur case noire g5 · Pion blanc sur case blanche d3 · Pion blanc sur case blanche h3 · Pion blanc sur case blanche a2 · Pion blanc sur case noire b2 · Pion blanc sur case blanche c2 · Pion blanc sur case noire f2 · Pion blanc sur case blanche g2 · Roi blanc sur case noire e1 · Tour blanche sur case blanche h1 | Tour noire sur case noire b8 · Roi noir sur case blanche e8 · Fou noir sur case noire f8 · Tour noire sur case noire h8 · Pion noir sur case noire a7 · Pion noir sur case blanche b7 · Pion noir sur case blanche f7 · Pion noir sur case noire g7 · Pion noir sur case blanche h7 · Pion noir sur case blanche e6 · Dame noire sur case blanche g6 · Cavalier noir sur case noire h6 · Fou blanc sur case blanche b5 · Fou blanc sur case noire g5 · Pion blanc sur case blanche d3 · Pion blanc sur case blanche h3 · Pion blanc sur case blanche a2 · Pion blanc sur case noire b2 · Pion blanc sur case blanche c2 · Pion blanc sur case noire f2 · Pion blanc sur case blanche g2 · Roi blanc sur case noire e1 · Tour blanche sur case blanche h1 | Tour noire sur case noire b8 · Roi noir sur case blanche e8 · Fou noir sur case noire f8 · Tour noire sur case noire h8 · Pion noir sur case noire a7 · Pion noir sur case blanche b7 · Pion noir sur case blanche f7 · Pion noir sur case noire g7 · Pion noir sur case blanche h7 · Pion noir sur case blanche e6 · Dame noire sur case blanche g6 · Cavalier noir sur case noire h6 · Fou blanc sur case blanche b5 · Fou blanc sur case noire g5 · Pion blanc sur case blanche d3 · Pion blanc sur case blanche h3 · Pion blanc sur case blanche a2 · Pion blanc sur case noire b2 · Pion blanc sur case blanche c2 · Pion blanc sur case noire f2 · Pion blanc sur case blanche g2 · Roi blanc sur case noire e1 · Tour blanche sur case blanche h1 | Tour noire sur case noire b8 · Roi noir sur case blanche e8 · Fou noir sur case noire f8 · Tour noire sur case noire h8 · Pion noir sur case noire a7 · Pion noir sur case blanche b7 · Pion noir sur case blanche f7 · Pion noir sur case noire g7 · Pion noir sur case blanche h7 · Pion noir sur case blanche e6 · Dame noire sur case blanche g6 · Cavalier noir sur case noire h6 · Fou blanc sur case blanche b5 · Fou blanc sur case noire g5 · Pion blanc sur case blanche d3 · Pion blanc sur case blanche h3 · Pion blanc sur case blanche a2 · Pion blanc sur case noire b2 · Pion blanc sur case blanche c2 · Pion blanc sur case noire f2 · Pion blanc sur case blanche g2 · Roi blanc sur case noire e1 · Tour blanche sur case blanche h1 | Tour noire sur case noire b8 · Roi noir sur case blanche e8 · Fou noir sur case noire f8 · Tour noire sur case noire h8 · Pion noir sur case noire a7 · Pion noir sur case blanche b7 · Pion noir sur case blanche f7 · Pion noir sur case noire g7 · Pion noir sur case blanche h7 · Pion noir sur case blanche e6 · Dame noire sur case blanche g6 · Cavalier noir sur case noire h6 · Fou blanc sur case blanche b5 · Fou blanc sur case noire g5 · Pion blanc sur case blanche d3 · Pion blanc sur case blanche h3 · Pion blanc sur case blanche a2 · Pion blanc sur case noire b2 · Pion blanc sur case blanche c2 · Pion blanc sur case noire f2 · Pion blanc sur case blanche g2 · Roi blanc sur case noire e1 · Tour blanche sur case blanche h1 | Tour noire sur case noire b8 · Roi noir sur case blanche e8 · Fou noir sur case noire f8 · Tour noire sur case noire h8 · Pion noir sur case noire a7 · Pion noir sur case blanche b7 · Pion noir sur case blanche f7 · Pion noir sur case noire g7 · Pion noir sur case blanche h7 · Pion noir sur case blanche e6 · Dame noire sur case blanche g6 · Cavalier noir sur case noire h6 · Fou blanc sur case blanche b5 · Fou blanc sur case noire g5 · Pion blanc sur case blanche d3 · Pion blanc sur case blanche h3 · Pion blanc sur case blanche a2 · Pion blanc sur case noire b2 · Pion blanc sur case blanche c2 · Pion blanc sur case noire f2 · Pion blanc sur case blanche g2 · Roi blanc sur case noire e1 · Tour blanche sur case blanche h1 | Tour noire sur case noire b8 · Roi noir sur case blanche e8 · Fou noir sur case noire f8 · Tour noire sur case noire h8 · Pion noir sur case noire a7 · Pion noir sur case blanche b7 · Pion noir sur case blanche f7 · Pion noir sur case noire g7 · Pion noir sur case blanche h7 · Pion noir sur case blanche e6 · Dame noire sur case blanche g6 · Cavalier noir sur case noire h6 · Fou blanc sur case blanche b5 · Fou blanc sur case noire g5 · Pion blanc sur case blanche d3 · Pion blanc sur case blanche h3 · Pion blanc sur case blanche a2 · Pion blanc sur case noire b2 · Pion blanc sur case blanche c2 · Pion blanc sur case noire f2 · Pion blanc sur case blanche g2 · Roi blanc sur case noire e1 · Tour blanche sur case blanche h1 | 8 |
| 7 | Tour noire sur case noire b8 · Roi noir sur case blanche e8 · Fou noir sur case noire f8 · Tour noire sur case noire h8 · Pion noir sur case noire a7 · Pion noir sur case blanche b7 · Pion noir sur case blanche f7 · Pion noir sur case noire g7 · Pion noir sur case blanche h7 · Pion noir sur case blanche e6 · Dame noire sur case blanche g6 · Cavalier noir sur case noire h6 · Fou blanc sur case blanche b5 · Fou blanc sur case noire g5 · Pion blanc sur case blanche d3 · Pion blanc sur case blanche h3 · Pion blanc sur case blanche a2 · Pion blanc sur case noire b2 · Pion blanc sur case blanche c2 · Pion blanc sur case noire f2 · Pion blanc sur case blanche g2 · Roi blanc sur case noire e1 · Tour blanche sur case blanche h1 | Tour noire sur case noire b8 · Roi noir sur case blanche e8 · Fou noir sur case noire f8 · Tour noire sur case noire h8 · Pion noir sur case noire a7 · Pion noir sur case blanche b7 · Pion noir sur case blanche f7 · Pion noir sur case noire g7 · Pion noir sur case blanche h7 · Pion noir sur case blanche e6 · Dame noire sur case blanche g6 · Cavalier noir sur case noire h6 · Fou blanc sur case blanche b5 · Fou blanc sur case noire g5 · Pion blanc sur case blanche d3 · Pion blanc sur case blanche h3 · Pion blanc sur case blanche a2 · Pion blanc sur case noire b2 · Pion blanc sur case blanche c2 · Pion blanc sur case noire f2 · Pion blanc sur case blanche g2 · Roi blanc sur case noire e1 · Tour blanche sur case blanche h1 | Tour noire sur case noire b8 · Roi noir sur case blanche e8 · Fou noir sur case noire f8 · Tour noire sur case noire h8 · Pion noir sur case noire a7 · Pion noir sur case blanche b7 · Pion noir sur case blanche f7 · Pion noir sur case noire g7 · Pion noir sur case blanche h7 · Pion noir sur case blanche e6 · Dame noire sur case blanche g6 · Cavalier noir sur case noire h6 · Fou blanc sur case blanche b5 · Fou blanc sur case noire g5 · Pion blanc sur case blanche d3 · Pion blanc sur case blanche h3 · Pion blanc sur case blanche a2 · Pion blanc sur case noire b2 · Pion blanc sur case blanche c2 · Pion blanc sur case noire f2 · Pion blanc sur case blanche g2 · Roi blanc sur case noire e1 · Tour blanche sur case blanche h1 | Tour noire sur case noire b8 · Roi noir sur case blanche e8 · Fou noir sur case noire f8 · Tour noire sur case noire h8 · Pion noir sur case noire a7 · Pion noir sur case blanche b7 · Pion noir sur case blanche f7 · Pion noir sur case noire g7 · Pion noir sur case blanche h7 · Pion noir sur case blanche e6 · Dame noire sur case blanche g6 · Cavalier noir sur case noire h6 · Fou blanc sur case blanche b5 · Fou blanc sur case noire g5 · Pion blanc sur case blanche d3 · Pion blanc sur case blanche h3 · Pion blanc sur case blanche a2 · Pion blanc sur case noire b2 · Pion blanc sur case blanche c2 · Pion blanc sur case noire f2 · Pion blanc sur case blanche g2 · Roi blanc sur case noire e1 · Tour blanche sur case blanche h1 | Tour noire sur case noire b8 · Roi noir sur case blanche e8 · Fou noir sur case noire f8 · Tour noire sur case noire h8 · Pion noir sur case noire a7 · Pion noir sur case blanche b7 · Pion noir sur case blanche f7 · Pion noir sur case noire g7 · Pion noir sur case blanche h7 · Pion noir sur case blanche e6 · Dame noire sur case blanche g6 · Cavalier noir sur case noire h6 · Fou blanc sur case blanche b5 · Fou blanc sur case noire g5 · Pion blanc sur case blanche d3 · Pion blanc sur case blanche h3 · Pion blanc sur case blanche a2 · Pion blanc sur case noire b2 · Pion blanc sur case blanche c2 · Pion blanc sur case noire f2 · Pion blanc sur case blanche g2 · Roi blanc sur case noire e1 · Tour blanche sur case blanche h1 | Tour noire sur case noire b8 · Roi noir sur case blanche e8 · Fou noir sur case noire f8 · Tour noire sur case noire h8 · Pion noir sur case noire a7 · Pion noir sur case blanche b7 · Pion noir sur case blanche f7 · Pion noir sur case noire g7 · Pion noir sur case blanche h7 · Pion noir sur case blanche e6 · Dame noire sur case blanche g6 · Cavalier noir sur case noire h6 · Fou blanc sur case blanche b5 · Fou blanc sur case noire g5 · Pion blanc sur case blanche d3 · Pion blanc sur case blanche h3 · Pion blanc sur case blanche a2 · Pion blanc sur case noire b2 · Pion blanc sur case blanche c2 · Pion blanc sur case noire f2 · Pion blanc sur case blanche g2 · Roi blanc sur case noire e1 · Tour blanche sur case blanche h1 | Tour noire sur case noire b8 · Roi noir sur case blanche e8 · Fou noir sur case noire f8 · Tour noire sur case noire h8 · Pion noir sur case noire a7 · Pion noir sur case blanche b7 · Pion noir sur case blanche f7 · Pion noir sur case noire g7 · Pion noir sur case blanche h7 · Pion noir sur case blanche e6 · Dame noire sur case blanche g6 · Cavalier noir sur case noire h6 · Fou blanc sur case blanche b5 · Fou blanc sur case noire g5 · Pion blanc sur case blanche d3 · Pion blanc sur case blanche h3 · Pion blanc sur case blanche a2 · Pion blanc sur case noire b2 · Pion blanc sur case blanche c2 · Pion blanc sur case noire f2 · Pion blanc sur case blanche g2 · Roi blanc sur case noire e1 · Tour blanche sur case blanche h1 | Tour noire sur case noire b8 · Roi noir sur case blanche e8 · Fou noir sur case noire f8 · Tour noire sur case noire h8 · Pion noir sur case noire a7 · Pion noir sur case blanche b7 · Pion noir sur case blanche f7 · Pion noir sur case noire g7 · Pion noir sur case blanche h7 · Pion noir sur case blanche e6 · Dame noire sur case blanche g6 · Cavalier noir sur case noire h6 · Fou blanc sur case blanche b5 · Fou blanc sur case noire g5 · Pion blanc sur case blanche d3 · Pion blanc sur case blanche h3 · Pion blanc sur case blanche a2 · Pion blanc sur case noire b2 · Pion blanc sur case blanche c2 · Pion blanc sur case noire f2 · Pion blanc sur case blanche g2 · Roi blanc sur case noire e1 · Tour blanche sur case blanche h1 | 7 |
| 6 | Tour noire sur case noire b8 · Roi noir sur case blanche e8 · Fou noir sur case noire f8 · Tour noire sur case noire h8 · Pion noir sur case noire a7 · Pion noir sur case blanche b7 · Pion noir sur case blanche f7 · Pion noir sur case noire g7 · Pion noir sur case blanche h7 · Pion noir sur case blanche e6 · Dame noire sur case blanche g6 · Cavalier noir sur case noire h6 · Fou blanc sur case blanche b5 · Fou blanc sur case noire g5 · Pion blanc sur case blanche d3 · Pion blanc sur case blanche h3 · Pion blanc sur case blanche a2 · Pion blanc sur case noire b2 · Pion blanc sur case blanche c2 · Pion blanc sur case noire f2 · Pion blanc sur case blanche g2 · Roi blanc sur case noire e1 · Tour blanche sur case blanche h1 | Tour noire sur case noire b8 · Roi noir sur case blanche e8 · Fou noir sur case noire f8 · Tour noire sur case noire h8 · Pion noir sur case noire a7 · Pion noir sur case blanche b7 · Pion noir sur case blanche f7 · Pion noir sur case noire g7 · Pion noir sur case blanche h7 · Pion noir sur case blanche e6 · Dame noire sur case blanche g6 · Cavalier noir sur case noire h6 · Fou blanc sur case blanche b5 · Fou blanc sur case noire g5 · Pion blanc sur case blanche d3 · Pion blanc sur case blanche h3 · Pion blanc sur case blanche a2 · Pion blanc sur case noire b2 · Pion blanc sur case blanche c2 · Pion blanc sur case noire f2 · Pion blanc sur case blanche g2 · Roi blanc sur case noire e1 · Tour blanche sur case blanche h1 | Tour noire sur case noire b8 · Roi noir sur case blanche e8 · Fou noir sur case noire f8 · Tour noire sur case noire h8 · Pion noir sur case noire a7 · Pion noir sur case blanche b7 · Pion noir sur case blanche f7 · Pion noir sur case noire g7 · Pion noir sur case blanche h7 · Pion noir sur case blanche e6 · Dame noire sur case blanche g6 · Cavalier noir sur case noire h6 · Fou blanc sur case blanche b5 · Fou blanc sur case noire g5 · Pion blanc sur case blanche d3 · Pion blanc sur case blanche h3 · Pion blanc sur case blanche a2 · Pion blanc sur case noire b2 · Pion blanc sur case blanche c2 · Pion blanc sur case noire f2 · Pion blanc sur case blanche g2 · Roi blanc sur case noire e1 · Tour blanche sur case blanche h1 | Tour noire sur case noire b8 · Roi noir sur case blanche e8 · Fou noir sur case noire f8 · Tour noire sur case noire h8 · Pion noir sur case noire a7 · Pion noir sur case blanche b7 · Pion noir sur case blanche f7 · Pion noir sur case noire g7 · Pion noir sur case blanche h7 · Pion noir sur case blanche e6 · Dame noire sur case blanche g6 · Cavalier noir sur case noire h6 · Fou blanc sur case blanche b5 · Fou blanc sur case noire g5 · Pion blanc sur case blanche d3 · Pion blanc sur case blanche h3 · Pion blanc sur case blanche a2 · Pion blanc sur case noire b2 · Pion blanc sur case blanche c2 · Pion blanc sur case noire f2 · Pion blanc sur case blanche g2 · Roi blanc sur case noire e1 · Tour blanche sur case blanche h1 | Tour noire sur case noire b8 · Roi noir sur case blanche e8 · Fou noir sur case noire f8 · Tour noire sur case noire h8 · Pion noir sur case noire a7 · Pion noir sur case blanche b7 · Pion noir sur case blanche f7 · Pion noir sur case noire g7 · Pion noir sur case blanche h7 · Pion noir sur case blanche e6 · Dame noire sur case blanche g6 · Cavalier noir sur case noire h6 · Fou blanc sur case blanche b5 · Fou blanc sur case noire g5 · Pion blanc sur case blanche d3 · Pion blanc sur case blanche h3 · Pion blanc sur case blanche a2 · Pion blanc sur case noire b2 · Pion blanc sur case blanche c2 · Pion blanc sur case noire f2 · Pion blanc sur case blanche g2 · Roi blanc sur case noire e1 · Tour blanche sur case blanche h1 | Tour noire sur case noire b8 · Roi noir sur case blanche e8 · Fou noir sur case noire f8 · Tour noire sur case noire h8 · Pion noir sur case noire a7 · Pion noir sur case blanche b7 · Pion noir sur case blanche f7 · Pion noir sur case noire g7 · Pion noir sur case blanche h7 · Pion noir sur case blanche e6 · Dame noire sur case blanche g6 · Cavalier noir sur case noire h6 · Fou blanc sur case blanche b5 · Fou blanc sur case noire g5 · Pion blanc sur case blanche d3 · Pion blanc sur case blanche h3 · Pion blanc sur case blanche a2 · Pion blanc sur case noire b2 · Pion blanc sur case blanche c2 · Pion blanc sur case noire f2 · Pion blanc sur case blanche g2 · Roi blanc sur case noire e1 · Tour blanche sur case blanche h1 | Tour noire sur case noire b8 · Roi noir sur case blanche e8 · Fou noir sur case noire f8 · Tour noire sur case noire h8 · Pion noir sur case noire a7 · Pion noir sur case blanche b7 · Pion noir sur case blanche f7 · Pion noir sur case noire g7 · Pion noir sur case blanche h7 · Pion noir sur case blanche e6 · Dame noire sur case blanche g6 · Cavalier noir sur case noire h6 · Fou blanc sur case blanche b5 · Fou blanc sur case noire g5 · Pion blanc sur case blanche d3 · Pion blanc sur case blanche h3 · Pion blanc sur case blanche a2 · Pion blanc sur case noire b2 · Pion blanc sur case blanche c2 · Pion blanc sur case noire f2 · Pion blanc sur case blanche g2 · Roi blanc sur case noire e1 · Tour blanche sur case blanche h1 | Tour noire sur case noire b8 · Roi noir sur case blanche e8 · Fou noir sur case noire f8 · Tour noire sur case noire h8 · Pion noir sur case noire a7 · Pion noir sur case blanche b7 · Pion noir sur case blanche f7 · Pion noir sur case noire g7 · Pion noir sur case blanche h7 · Pion noir sur case blanche e6 · Dame noire sur case blanche g6 · Cavalier noir sur case noire h6 · Fou blanc sur case blanche b5 · Fou blanc sur case noire g5 · Pion blanc sur case blanche d3 · Pion blanc sur case blanche h3 · Pion blanc sur case blanche a2 · Pion blanc sur case noire b2 · Pion blanc sur case blanche c2 · Pion blanc sur case noire f2 · Pion blanc sur case blanche g2 · Roi blanc sur case noire e1 · Tour blanche sur case blanche h1 | 6 |
| 5 | Tour noire sur case noire b8 · Roi noir sur case blanche e8 · Fou noir sur case noire f8 · Tour noire sur case noire h8 · Pion noir sur case noire a7 · Pion noir sur case blanche b7 · Pion noir sur case blanche f7 · Pion noir sur case noire g7 · Pion noir sur case blanche h7 · Pion noir sur case blanche e6 · Dame noire sur case blanche g6 · Cavalier noir sur case noire h6 · Fou blanc sur case blanche b5 · Fou blanc sur case noire g5 · Pion blanc sur case blanche d3 · Pion blanc sur case blanche h3 · Pion blanc sur case blanche a2 · Pion blanc sur case noire b2 · Pion blanc sur case blanche c2 · Pion blanc sur case noire f2 · Pion blanc sur case blanche g2 · Roi blanc sur case noire e1 · Tour blanche sur case blanche h1 | Tour noire sur case noire b8 · Roi noir sur case blanche e8 · Fou noir sur case noire f8 · Tour noire sur case noire h8 · Pion noir sur case noire a7 · Pion noir sur case blanche b7 · Pion noir sur case blanche f7 · Pion noir sur case noire g7 · Pion noir sur case blanche h7 · Pion noir sur case blanche e6 · Dame noire sur case blanche g6 · Cavalier noir sur case noire h6 · Fou blanc sur case blanche b5 · Fou blanc sur case noire g5 · Pion blanc sur case blanche d3 · Pion blanc sur case blanche h3 · Pion blanc sur case blanche a2 · Pion blanc sur case noire b2 · Pion blanc sur case blanche c2 · Pion blanc sur case noire f2 · Pion blanc sur case blanche g2 · Roi blanc sur case noire e1 · Tour blanche sur case blanche h1 | Tour noire sur case noire b8 · Roi noir sur case blanche e8 · Fou noir sur case noire f8 · Tour noire sur case noire h8 · Pion noir sur case noire a7 · Pion noir sur case blanche b7 · Pion noir sur case blanche f7 · Pion noir sur case noire g7 · Pion noir sur case blanche h7 · Pion noir sur case blanche e6 · Dame noire sur case blanche g6 · Cavalier noir sur case noire h6 · Fou blanc sur case blanche b5 · Fou blanc sur case noire g5 · Pion blanc sur case blanche d3 · Pion blanc sur case blanche h3 · Pion blanc sur case blanche a2 · Pion blanc sur case noire b2 · Pion blanc sur case blanche c2 · Pion blanc sur case noire f2 · Pion blanc sur case blanche g2 · Roi blanc sur case noire e1 · Tour blanche sur case blanche h1 | Tour noire sur case noire b8 · Roi noir sur case blanche e8 · Fou noir sur case noire f8 · Tour noire sur case noire h8 · Pion noir sur case noire a7 · Pion noir sur case blanche b7 · Pion noir sur case blanche f7 · Pion noir sur case noire g7 · Pion noir sur case blanche h7 · Pion noir sur case blanche e6 · Dame noire sur case blanche g6 · Cavalier noir sur case noire h6 · Fou blanc sur case blanche b5 · Fou blanc sur case noire g5 · Pion blanc sur case blanche d3 · Pion blanc sur case blanche h3 · Pion blanc sur case blanche a2 · Pion blanc sur case noire b2 · Pion blanc sur case blanche c2 · Pion blanc sur case noire f2 · Pion blanc sur case blanche g2 · Roi blanc sur case noire e1 · Tour blanche sur case blanche h1 | Tour noire sur case noire b8 · Roi noir sur case blanche e8 · Fou noir sur case noire f8 · Tour noire sur case noire h8 · Pion noir sur case noire a7 · Pion noir sur case blanche b7 · Pion noir sur case blanche f7 · Pion noir sur case noire g7 · Pion noir sur case blanche h7 · Pion noir sur case blanche e6 · Dame noire sur case blanche g6 · Cavalier noir sur case noire h6 · Fou blanc sur case blanche b5 · Fou blanc sur case noire g5 · Pion blanc sur case blanche d3 · Pion blanc sur case blanche h3 · Pion blanc sur case blanche a2 · Pion blanc sur case noire b2 · Pion blanc sur case blanche c2 · Pion blanc sur case noire f2 · Pion blanc sur case blanche g2 · Roi blanc sur case noire e1 · Tour blanche sur case blanche h1 | Tour noire sur case noire b8 · Roi noir sur case blanche e8 · Fou noir sur case noire f8 · Tour noire sur case noire h8 · Pion noir sur case noire a7 · Pion noir sur case blanche b7 · Pion noir sur case blanche f7 · Pion noir sur case noire g7 · Pion noir sur case blanche h7 · Pion noir sur case blanche e6 · Dame noire sur case blanche g6 · Cavalier noir sur case noire h6 · Fou blanc sur case blanche b5 · Fou blanc sur case noire g5 · Pion blanc sur case blanche d3 · Pion blanc sur case blanche h3 · Pion blanc sur case blanche a2 · Pion blanc sur case noire b2 · Pion blanc sur case blanche c2 · Pion blanc sur case noire f2 · Pion blanc sur case blanche g2 · Roi blanc sur case noire e1 · Tour blanche sur case blanche h1 | Tour noire sur case noire b8 · Roi noir sur case blanche e8 · Fou noir sur case noire f8 · Tour noire sur case noire h8 · Pion noir sur case noire a7 · Pion noir sur case blanche b7 · Pion noir sur case blanche f7 · Pion noir sur case noire g7 · Pion noir sur case blanche h7 · Pion noir sur case blanche e6 · Dame noire sur case blanche g6 · Cavalier noir sur case noire h6 · Fou blanc sur case blanche b5 · Fou blanc sur case noire g5 · Pion blanc sur case blanche d3 · Pion blanc sur case blanche h3 · Pion blanc sur case blanche a2 · Pion blanc sur case noire b2 · Pion blanc sur case blanche c2 · Pion blanc sur case noire f2 · Pion blanc sur case blanche g2 · Roi blanc sur case noire e1 · Tour blanche sur case blanche h1 | Tour noire sur case noire b8 · Roi noir sur case blanche e8 · Fou noir sur case noire f8 · Tour noire sur case noire h8 · Pion noir sur case noire a7 · Pion noir sur case blanche b7 · Pion noir sur case blanche f7 · Pion noir sur case noire g7 · Pion noir sur case blanche h7 · Pion noir sur case blanche e6 · Dame noire sur case blanche g6 · Cavalier noir sur case noire h6 · Fou blanc sur case blanche b5 · Fou blanc sur case noire g5 · Pion blanc sur case blanche d3 · Pion blanc sur case blanche h3 · Pion blanc sur case blanche a2 · Pion blanc sur case noire b2 · Pion blanc sur case blanche c2 · Pion blanc sur case noire f2 · Pion blanc sur case blanche g2 · Roi blanc sur case noire e1 · Tour blanche sur case blanche h1 | 5 |
| 4 | Tour noire sur case noire b8 · Roi noir sur case blanche e8 · Fou noir sur case noire f8 · Tour noire sur case noire h8 · Pion noir sur case noire a7 · Pion noir sur case blanche b7 · Pion noir sur case blanche f7 · Pion noir sur case noire g7 · Pion noir sur case blanche h7 · Pion noir sur case blanche e6 · Dame noire sur case blanche g6 · Cavalier noir sur case noire h6 · Fou blanc sur case blanche b5 · Fou blanc sur case noire g5 · Pion blanc sur case blanche d3 · Pion blanc sur case blanche h3 · Pion blanc sur case blanche a2 · Pion blanc sur case noire b2 · Pion blanc sur case blanche c2 · Pion blanc sur case noire f2 · Pion blanc sur case blanche g2 · Roi blanc sur case noire e1 · Tour blanche sur case blanche h1 | Tour noire sur case noire b8 · Roi noir sur case blanche e8 · Fou noir sur case noire f8 · Tour noire sur case noire h8 · Pion noir sur case noire a7 · Pion noir sur case blanche b7 · Pion noir sur case blanche f7 · Pion noir sur case noire g7 · Pion noir sur case blanche h7 · Pion noir sur case blanche e6 · Dame noire sur case blanche g6 · Cavalier noir sur case noire h6 · Fou blanc sur case blanche b5 · Fou blanc sur case noire g5 · Pion blanc sur case blanche d3 · Pion blanc sur case blanche h3 · Pion blanc sur case blanche a2 · Pion blanc sur case noire b2 · Pion blanc sur case blanche c2 · Pion blanc sur case noire f2 · Pion blanc sur case blanche g2 · Roi blanc sur case noire e1 · Tour blanche sur case blanche h1 | Tour noire sur case noire b8 · Roi noir sur case blanche e8 · Fou noir sur case noire f8 · Tour noire sur case noire h8 · Pion noir sur case noire a7 · Pion noir sur case blanche b7 · Pion noir sur case blanche f7 · Pion noir sur case noire g7 · Pion noir sur case blanche h7 · Pion noir sur case blanche e6 · Dame noire sur case blanche g6 · Cavalier noir sur case noire h6 · Fou blanc sur case blanche b5 · Fou blanc sur case noire g5 · Pion blanc sur case blanche d3 · Pion blanc sur case blanche h3 · Pion blanc sur case blanche a2 · Pion blanc sur case noire b2 · Pion blanc sur case blanche c2 · Pion blanc sur case noire f2 · Pion blanc sur case blanche g2 · Roi blanc sur case noire e1 · Tour blanche sur case blanche h1 | Tour noire sur case noire b8 · Roi noir sur case blanche e8 · Fou noir sur case noire f8 · Tour noire sur case noire h8 · Pion noir sur case noire a7 · Pion noir sur case blanche b7 · Pion noir sur case blanche f7 · Pion noir sur case noire g7 · Pion noir sur case blanche h7 · Pion noir sur case blanche e6 · Dame noire sur case blanche g6 · Cavalier noir sur case noire h6 · Fou blanc sur case blanche b5 · Fou blanc sur case noire g5 · Pion blanc sur case blanche d3 · Pion blanc sur case blanche h3 · Pion blanc sur case blanche a2 · Pion blanc sur case noire b2 · Pion blanc sur case blanche c2 · Pion blanc sur case noire f2 · Pion blanc sur case blanche g2 · Roi blanc sur case noire e1 · Tour blanche sur case blanche h1 | Tour noire sur case noire b8 · Roi noir sur case blanche e8 · Fou noir sur case noire f8 · Tour noire sur case noire h8 · Pion noir sur case noire a7 · Pion noir sur case blanche b7 · Pion noir sur case blanche f7 · Pion noir sur case noire g7 · Pion noir sur case blanche h7 · Pion noir sur case blanche e6 · Dame noire sur case blanche g6 · Cavalier noir sur case noire h6 · Fou blanc sur case blanche b5 · Fou blanc sur case noire g5 · Pion blanc sur case blanche d3 · Pion blanc sur case blanche h3 · Pion blanc sur case blanche a2 · Pion blanc sur case noire b2 · Pion blanc sur case blanche c2 · Pion blanc sur case noire f2 · Pion blanc sur case blanche g2 · Roi blanc sur case noire e1 · Tour blanche sur case blanche h1 | Tour noire sur case noire b8 · Roi noir sur case blanche e8 · Fou noir sur case noire f8 · Tour noire sur case noire h8 · Pion noir sur case noire a7 · Pion noir sur case blanche b7 · Pion noir sur case blanche f7 · Pion noir sur case noire g7 · Pion noir sur case blanche h7 · Pion noir sur case blanche e6 · Dame noire sur case blanche g6 · Cavalier noir sur case noire h6 · Fou blanc sur case blanche b5 · Fou blanc sur case noire g5 · Pion blanc sur case blanche d3 · Pion blanc sur case blanche h3 · Pion blanc sur case blanche a2 · Pion blanc sur case noire b2 · Pion blanc sur case blanche c2 · Pion blanc sur case noire f2 · Pion blanc sur case blanche g2 · Roi blanc sur case noire e1 · Tour blanche sur case blanche h1 | Tour noire sur case noire b8 · Roi noir sur case blanche e8 · Fou noir sur case noire f8 · Tour noire sur case noire h8 · Pion noir sur case noire a7 · Pion noir sur case blanche b7 · Pion noir sur case blanche f7 · Pion noir sur case noire g7 · Pion noir sur case blanche h7 · Pion noir sur case blanche e6 · Dame noire sur case blanche g6 · Cavalier noir sur case noire h6 · Fou blanc sur case blanche b5 · Fou blanc sur case noire g5 · Pion blanc sur case blanche d3 · Pion blanc sur case blanche h3 · Pion blanc sur case blanche a2 · Pion blanc sur case noire b2 · Pion blanc sur case blanche c2 · Pion blanc sur case noire f2 · Pion blanc sur case blanche g2 · Roi blanc sur case noire e1 · Tour blanche sur case blanche h1 | Tour noire sur case noire b8 · Roi noir sur case blanche e8 · Fou noir sur case noire f8 · Tour noire sur case noire h8 · Pion noir sur case noire a7 · Pion noir sur case blanche b7 · Pion noir sur case blanche f7 · Pion noir sur case noire g7 · Pion noir sur case blanche h7 · Pion noir sur case blanche e6 · Dame noire sur case blanche g6 · Cavalier noir sur case noire h6 · Fou blanc sur case blanche b5 · Fou blanc sur case noire g5 · Pion blanc sur case blanche d3 · Pion blanc sur case blanche h3 · Pion blanc sur case blanche a2 · Pion blanc sur case noire b2 · Pion blanc sur case blanche c2 · Pion blanc sur case noire f2 · Pion blanc sur case blanche g2 · Roi blanc sur case noire e1 · Tour blanche sur case blanche h1 | 4 |
| 3 | Tour noire sur case noire b8 · Roi noir sur case blanche e8 · Fou noir sur case noire f8 · Tour noire sur case noire h8 · Pion noir sur case noire a7 · Pion noir sur case blanche b7 · Pion noir sur case blanche f7 · Pion noir sur case noire g7 · Pion noir sur case blanche h7 · Pion noir sur case blanche e6 · Dame noire sur case blanche g6 · Cavalier noir sur case noire h6 · Fou blanc sur case blanche b5 · Fou blanc sur case noire g5 · Pion blanc sur case blanche d3 · Pion blanc sur case blanche h3 · Pion blanc sur case blanche a2 · Pion blanc sur case noire b2 · Pion blanc sur case blanche c2 · Pion blanc sur case noire f2 · Pion blanc sur case blanche g2 · Roi blanc sur case noire e1 · Tour blanche sur case blanche h1 | Tour noire sur case noire b8 · Roi noir sur case blanche e8 · Fou noir sur case noire f8 · Tour noire sur case noire h8 · Pion noir sur case noire a7 · Pion noir sur case blanche b7 · Pion noir sur case blanche f7 · Pion noir sur case noire g7 · Pion noir sur case blanche h7 · Pion noir sur case blanche e6 · Dame noire sur case blanche g6 · Cavalier noir sur case noire h6 · Fou blanc sur case blanche b5 · Fou blanc sur case noire g5 · Pion blanc sur case blanche d3 · Pion blanc sur case blanche h3 · Pion blanc sur case blanche a2 · Pion blanc sur case noire b2 · Pion blanc sur case blanche c2 · Pion blanc sur case noire f2 · Pion blanc sur case blanche g2 · Roi blanc sur case noire e1 · Tour blanche sur case blanche h1 | Tour noire sur case noire b8 · Roi noir sur case blanche e8 · Fou noir sur case noire f8 · Tour noire sur case noire h8 · Pion noir sur case noire a7 · Pion noir sur case blanche b7 · Pion noir sur case blanche f7 · Pion noir sur case noire g7 · Pion noir sur case blanche h7 · Pion noir sur case blanche e6 · Dame noire sur case blanche g6 · Cavalier noir sur case noire h6 · Fou blanc sur case blanche b5 · Fou blanc sur case noire g5 · Pion blanc sur case blanche d3 · Pion blanc sur case blanche h3 · Pion blanc sur case blanche a2 · Pion blanc sur case noire b2 · Pion blanc sur case blanche c2 · Pion blanc sur case noire f2 · Pion blanc sur case blanche g2 · Roi blanc sur case noire e1 · Tour blanche sur case blanche h1 | Tour noire sur case noire b8 · Roi noir sur case blanche e8 · Fou noir sur case noire f8 · Tour noire sur case noire h8 · Pion noir sur case noire a7 · Pion noir sur case blanche b7 · Pion noir sur case blanche f7 · Pion noir sur case noire g7 · Pion noir sur case blanche h7 · Pion noir sur case blanche e6 · Dame noire sur case blanche g6 · Cavalier noir sur case noire h6 · Fou blanc sur case blanche b5 · Fou blanc sur case noire g5 · Pion blanc sur case blanche d3 · Pion blanc sur case blanche h3 · Pion blanc sur case blanche a2 · Pion blanc sur case noire b2 · Pion blanc sur case blanche c2 · Pion blanc sur case noire f2 · Pion blanc sur case blanche g2 · Roi blanc sur case noire e1 · Tour blanche sur case blanche h1 | Tour noire sur case noire b8 · Roi noir sur case blanche e8 · Fou noir sur case noire f8 · Tour noire sur case noire h8 · Pion noir sur case noire a7 · Pion noir sur case blanche b7 · Pion noir sur case blanche f7 · Pion noir sur case noire g7 · Pion noir sur case blanche h7 · Pion noir sur case blanche e6 · Dame noire sur case blanche g6 · Cavalier noir sur case noire h6 · Fou blanc sur case blanche b5 · Fou blanc sur case noire g5 · Pion blanc sur case blanche d3 · Pion blanc sur case blanche h3 · Pion blanc sur case blanche a2 · Pion blanc sur case noire b2 · Pion blanc sur case blanche c2 · Pion blanc sur case noire f2 · Pion blanc sur case blanche g2 · Roi blanc sur case noire e1 · Tour blanche sur case blanche h1 | Tour noire sur case noire b8 · Roi noir sur case blanche e8 · Fou noir sur case noire f8 · Tour noire sur case noire h8 · Pion noir sur case noire a7 · Pion noir sur case blanche b7 · Pion noir sur case blanche f7 · Pion noir sur case noire g7 · Pion noir sur case blanche h7 · Pion noir sur case blanche e6 · Dame noire sur case blanche g6 · Cavalier noir sur case noire h6 · Fou blanc sur case blanche b5 · Fou blanc sur case noire g5 · Pion blanc sur case blanche d3 · Pion blanc sur case blanche h3 · Pion blanc sur case blanche a2 · Pion blanc sur case noire b2 · Pion blanc sur case blanche c2 · Pion blanc sur case noire f2 · Pion blanc sur case blanche g2 · Roi blanc sur case noire e1 · Tour blanche sur case blanche h1 | Tour noire sur case noire b8 · Roi noir sur case blanche e8 · Fou noir sur case noire f8 · Tour noire sur case noire h8 · Pion noir sur case noire a7 · Pion noir sur case blanche b7 · Pion noir sur case blanche f7 · Pion noir sur case noire g7 · Pion noir sur case blanche h7 · Pion noir sur case blanche e6 · Dame noire sur case blanche g6 · Cavalier noir sur case noire h6 · Fou blanc sur case blanche b5 · Fou blanc sur case noire g5 · Pion blanc sur case blanche d3 · Pion blanc sur case blanche h3 · Pion blanc sur case blanche a2 · Pion blanc sur case noire b2 · Pion blanc sur case blanche c2 · Pion blanc sur case noire f2 · Pion blanc sur case blanche g2 · Roi blanc sur case noire e1 · Tour blanche sur case blanche h1 | Tour noire sur case noire b8 · Roi noir sur case blanche e8 · Fou noir sur case noire f8 · Tour noire sur case noire h8 · Pion noir sur case noire a7 · Pion noir sur case blanche b7 · Pion noir sur case blanche f7 · Pion noir sur case noire g7 · Pion noir sur case blanche h7 · Pion noir sur case blanche e6 · Dame noire sur case blanche g6 · Cavalier noir sur case noire h6 · Fou blanc sur case blanche b5 · Fou blanc sur case noire g5 · Pion blanc sur case blanche d3 · Pion blanc sur case blanche h3 · Pion blanc sur case blanche a2 · Pion blanc sur case noire b2 · Pion blanc sur case blanche c2 · Pion blanc sur case noire f2 · Pion blanc sur case blanche g2 · Roi blanc sur case noire e1 · Tour blanche sur case blanche h1 | 3 |
| 2 | Tour noire sur case noire b8 · Roi noir sur case blanche e8 · Fou noir sur case noire f8 · Tour noire sur case noire h8 · Pion noir sur case noire a7 · Pion noir sur case blanche b7 · Pion noir sur case blanche f7 · Pion noir sur case noire g7 · Pion noir sur case blanche h7 · Pion noir sur case blanche e6 · Dame noire sur case blanche g6 · Cavalier noir sur case noire h6 · Fou blanc sur case blanche b5 · Fou blanc sur case noire g5 · Pion blanc sur case blanche d3 · Pion blanc sur case blanche h3 · Pion blanc sur case blanche a2 · Pion blanc sur case noire b2 · Pion blanc sur case blanche c2 · Pion blanc sur case noire f2 · Pion blanc sur case blanche g2 · Roi blanc sur case noire e1 · Tour blanche sur case blanche h1 | Tour noire sur case noire b8 · Roi noir sur case blanche e8 · Fou noir sur case noire f8 · Tour noire sur case noire h8 · Pion noir sur case noire a7 · Pion noir sur case blanche b7 · Pion noir sur case blanche f7 · Pion noir sur case noire g7 · Pion noir sur case blanche h7 · Pion noir sur case blanche e6 · Dame noire sur case blanche g6 · Cavalier noir sur case noire h6 · Fou blanc sur case blanche b5 · Fou blanc sur case noire g5 · Pion blanc sur case blanche d3 · Pion blanc sur case blanche h3 · Pion blanc sur case blanche a2 · Pion blanc sur case noire b2 · Pion blanc sur case blanche c2 · Pion blanc sur case noire f2 · Pion blanc sur case blanche g2 · Roi blanc sur case noire e1 · Tour blanche sur case blanche h1 | Tour noire sur case noire b8 · Roi noir sur case blanche e8 · Fou noir sur case noire f8 · Tour noire sur case noire h8 · Pion noir sur case noire a7 · Pion noir sur case blanche b7 · Pion noir sur case blanche f7 · Pion noir sur case noire g7 · Pion noir sur case blanche h7 · Pion noir sur case blanche e6 · Dame noire sur case blanche g6 · Cavalier noir sur case noire h6 · Fou blanc sur case blanche b5 · Fou blanc sur case noire g5 · Pion blanc sur case blanche d3 · Pion blanc sur case blanche h3 · Pion blanc sur case blanche a2 · Pion blanc sur case noire b2 · Pion blanc sur case blanche c2 · Pion blanc sur case noire f2 · Pion blanc sur case blanche g2 · Roi blanc sur case noire e1 · Tour blanche sur case blanche h1 | Tour noire sur case noire b8 · Roi noir sur case blanche e8 · Fou noir sur case noire f8 · Tour noire sur case noire h8 · Pion noir sur case noire a7 · Pion noir sur case blanche b7 · Pion noir sur case blanche f7 · Pion noir sur case noire g7 · Pion noir sur case blanche h7 · Pion noir sur case blanche e6 · Dame noire sur case blanche g6 · Cavalier noir sur case noire h6 · Fou blanc sur case blanche b5 · Fou blanc sur case noire g5 · Pion blanc sur case blanche d3 · Pion blanc sur case blanche h3 · Pion blanc sur case blanche a2 · Pion blanc sur case noire b2 · Pion blanc sur case blanche c2 · Pion blanc sur case noire f2 · Pion blanc sur case blanche g2 · Roi blanc sur case noire e1 · Tour blanche sur case blanche h1 | Tour noire sur case noire b8 · Roi noir sur case blanche e8 · Fou noir sur case noire f8 · Tour noire sur case noire h8 · Pion noir sur case noire a7 · Pion noir sur case blanche b7 · Pion noir sur case blanche f7 · Pion noir sur case noire g7 · Pion noir sur case blanche h7 · Pion noir sur case blanche e6 · Dame noire sur case blanche g6 · Cavalier noir sur case noire h6 · Fou blanc sur case blanche b5 · Fou blanc sur case noire g5 · Pion blanc sur case blanche d3 · Pion blanc sur case blanche h3 · Pion blanc sur case blanche a2 · Pion blanc sur case noire b2 · Pion blanc sur case blanche c2 · Pion blanc sur case noire f2 · Pion blanc sur case blanche g2 · Roi blanc sur case noire e1 · Tour blanche sur case blanche h1 | Tour noire sur case noire b8 · Roi noir sur case blanche e8 · Fou noir sur case noire f8 · Tour noire sur case noire h8 · Pion noir sur case noire a7 · Pion noir sur case blanche b7 · Pion noir sur case blanche f7 · Pion noir sur case noire g7 · Pion noir sur case blanche h7 · Pion noir sur case blanche e6 · Dame noire sur case blanche g6 · Cavalier noir sur case noire h6 · Fou blanc sur case blanche b5 · Fou blanc sur case noire g5 · Pion blanc sur case blanche d3 · Pion blanc sur case blanche h3 · Pion blanc sur case blanche a2 · Pion blanc sur case noire b2 · Pion blanc sur case blanche c2 · Pion blanc sur case noire f2 · Pion blanc sur case blanche g2 · Roi blanc sur case noire e1 · Tour blanche sur case blanche h1 | Tour noire sur case noire b8 · Roi noir sur case blanche e8 · Fou noir sur case noire f8 · Tour noire sur case noire h8 · Pion noir sur case noire a7 · Pion noir sur case blanche b7 · Pion noir sur case blanche f7 · Pion noir sur case noire g7 · Pion noir sur case blanche h7 · Pion noir sur case blanche e6 · Dame noire sur case blanche g6 · Cavalier noir sur case noire h6 · Fou blanc sur case blanche b5 · Fou blanc sur case noire g5 · Pion blanc sur case blanche d3 · Pion blanc sur case blanche h3 · Pion blanc sur case blanche a2 · Pion blanc sur case noire b2 · Pion blanc sur case blanche c2 · Pion blanc sur case noire f2 · Pion blanc sur case blanche g2 · Roi blanc sur case noire e1 · Tour blanche sur case blanche h1 | Tour noire sur case noire b8 · Roi noir sur case blanche e8 · Fou noir sur case noire f8 · Tour noire sur case noire h8 · Pion noir sur case noire a7 · Pion noir sur case blanche b7 · Pion noir sur case blanche f7 · Pion noir sur case noire g7 · Pion noir sur case blanche h7 · Pion noir sur case blanche e6 · Dame noire sur case blanche g6 · Cavalier noir sur case noire h6 · Fou blanc sur case blanche b5 · Fou blanc sur case noire g5 · Pion blanc sur case blanche d3 · Pion blanc sur case blanche h3 · Pion blanc sur case blanche a2 · Pion blanc sur case noire b2 · Pion blanc sur case blanche c2 · Pion blanc sur case noire f2 · Pion blanc sur case blanche g2 · Roi blanc sur case noire e1 · Tour blanche sur case blanche h1 | 2 |
| 1 | Tour noire sur case noire b8 · Roi noir sur case blanche e8 · Fou noir sur case noire f8 · Tour noire sur case noire h8 · Pion noir sur case noire a7 · Pion noir sur case blanche b7 · Pion noir sur case blanche f7 · Pion noir sur case noire g7 · Pion noir sur case blanche h7 · Pion noir sur case blanche e6 · Dame noire sur case blanche g6 · Cavalier noir sur case noire h6 · Fou blanc sur case blanche b5 · Fou blanc sur case noire g5 · Pion blanc sur case blanche d3 · Pion blanc sur case blanche h3 · Pion blanc sur case blanche a2 · Pion blanc sur case noire b2 · Pion blanc sur case blanche c2 · Pion blanc sur case noire f2 · Pion blanc sur case blanche g2 · Roi blanc sur case noire e1 · Tour blanche sur case blanche h1 | Tour noire sur case noire b8 · Roi noir sur case blanche e8 · Fou noir sur case noire f8 · Tour noire sur case noire h8 · Pion noir sur case noire a7 · Pion noir sur case blanche b7 · Pion noir sur case blanche f7 · Pion noir sur case noire g7 · Pion noir sur case blanche h7 · Pion noir sur case blanche e6 · Dame noire sur case blanche g6 · Cavalier noir sur case noire h6 · Fou blanc sur case blanche b5 · Fou blanc sur case noire g5 · Pion blanc sur case blanche d3 · Pion blanc sur case blanche h3 · Pion blanc sur case blanche a2 · Pion blanc sur case noire b2 · Pion blanc sur case blanche c2 · Pion blanc sur case noire f2 · Pion blanc sur case blanche g2 · Roi blanc sur case noire e1 · Tour blanche sur case blanche h1 | Tour noire sur case noire b8 · Roi noir sur case blanche e8 · Fou noir sur case noire f8 · Tour noire sur case noire h8 · Pion noir sur case noire a7 · Pion noir sur case blanche b7 · Pion noir sur case blanche f7 · Pion noir sur case noire g7 · Pion noir sur case blanche h7 · Pion noir sur case blanche e6 · Dame noire sur case blanche g6 · Cavalier noir sur case noire h6 · Fou blanc sur case blanche b5 · Fou blanc sur case noire g5 · Pion blanc sur case blanche d3 · Pion blanc sur case blanche h3 · Pion blanc sur case blanche a2 · Pion blanc sur case noire b2 · Pion blanc sur case blanche c2 · Pion blanc sur case noire f2 · Pion blanc sur case blanche g2 · Roi blanc sur case noire e1 · Tour blanche sur case blanche h1 | Tour noire sur case noire b8 · Roi noir sur case blanche e8 · Fou noir sur case noire f8 · Tour noire sur case noire h8 · Pion noir sur case noire a7 · Pion noir sur case blanche b7 · Pion noir sur case blanche f7 · Pion noir sur case noire g7 · Pion noir sur case blanche h7 · Pion noir sur case blanche e6 · Dame noire sur case blanche g6 · Cavalier noir sur case noire h6 · Fou blanc sur case blanche b5 · Fou blanc sur case noire g5 · Pion blanc sur case blanche d3 · Pion blanc sur case blanche h3 · Pion blanc sur case blanche a2 · Pion blanc sur case noire b2 · Pion blanc sur case blanche c2 · Pion blanc sur case noire f2 · Pion blanc sur case blanche g2 · Roi blanc sur case noire e1 · Tour blanche sur case blanche h1 | Tour noire sur case noire b8 · Roi noir sur case blanche e8 · Fou noir sur case noire f8 · Tour noire sur case noire h8 · Pion noir sur case noire a7 · Pion noir sur case blanche b7 · Pion noir sur case blanche f7 · Pion noir sur case noire g7 · Pion noir sur case blanche h7 · Pion noir sur case blanche e6 · Dame noire sur case blanche g6 · Cavalier noir sur case noire h6 · Fou blanc sur case blanche b5 · Fou blanc sur case noire g5 · Pion blanc sur case blanche d3 · Pion blanc sur case blanche h3 · Pion blanc sur case blanche a2 · Pion blanc sur case noire b2 · Pion blanc sur case blanche c2 · Pion blanc sur case noire f2 · Pion blanc sur case blanche g2 · Roi blanc sur case noire e1 · Tour blanche sur case blanche h1 | Tour noire sur case noire b8 · Roi noir sur case blanche e8 · Fou noir sur case noire f8 · Tour noire sur case noire h8 · Pion noir sur case noire a7 · Pion noir sur case blanche b7 · Pion noir sur case blanche f7 · Pion noir sur case noire g7 · Pion noir sur case blanche h7 · Pion noir sur case blanche e6 · Dame noire sur case blanche g6 · Cavalier noir sur case noire h6 · Fou blanc sur case blanche b5 · Fou blanc sur case noire g5 · Pion blanc sur case blanche d3 · Pion blanc sur case blanche h3 · Pion blanc sur case blanche a2 · Pion blanc sur case noire b2 · Pion blanc sur case blanche c2 · Pion blanc sur case noire f2 · Pion blanc sur case blanche g2 · Roi blanc sur case noire e1 · Tour blanche sur case blanche h1 | Tour noire sur case noire b8 · Roi noir sur case blanche e8 · Fou noir sur case noire f8 · Tour noire sur case noire h8 · Pion noir sur case noire a7 · Pion noir sur case blanche b7 · Pion noir sur case blanche f7 · Pion noir sur case noire g7 · Pion noir sur case blanche h7 · Pion noir sur case blanche e6 · Dame noire sur case blanche g6 · Cavalier noir sur case noire h6 · Fou blanc sur case blanche b5 · Fou blanc sur case noire g5 · Pion blanc sur case blanche d3 · Pion blanc sur case blanche h3 · Pion blanc sur case blanche a2 · Pion blanc sur case noire b2 · Pion blanc sur case blanche c2 · Pion blanc sur case noire f2 · Pion blanc sur case blanche g2 · Roi blanc sur case noire e1 · Tour blanche sur case blanche h1 | Tour noire sur case noire b8 · Roi noir sur case blanche e8 · Fou noir sur case noire f8 · Tour noire sur case noire h8 · Pion noir sur case noire a7 · Pion noir sur case blanche b7 · Pion noir sur case blanche f7 · Pion noir sur case noire g7 · Pion noir sur case blanche h7 · Pion noir sur case blanche e6 · Dame noire sur case blanche g6 · Cavalier noir sur case noire h6 · Fou blanc sur case blanche b5 · Fou blanc sur case noire g5 · Pion blanc sur case blanche d3 · Pion blanc sur case blanche h3 · Pion blanc sur case blanche a2 · Pion blanc sur case noire b2 · Pion blanc sur case blanche c2 · Pion blanc sur case noire f2 · Pion blanc sur case blanche g2 · Roi blanc sur case noire e1 · Tour blanche sur case blanche h1 | 1 |
|   | a | b | c | d | e | f | g | h |   |

On retire la tour de la dame blanche du jeu.
Les Blancs sont conduits par Richard Teichmann, les Noirs étaient conduits par un amateur.
- 1. e4  d5
- 2. exd5  Dxd5
- 3. Cc3 Dd8
- 4. Cf3   Fg4
- 5. Fc4   e6
- 6. h3    Fxf3
- 7. Dxf3

Les Blancs ont développé trois pièces alors que les Noirs n'ont sorti aucune pièce.
De plus, le pion noir en b7 est menacé.
- 7. ... c6
- 8. d3 Df6 ?
- 9 Dg3  Ch6
- 10. Fg5  Dg6
- 11. Cb5 !?  cxb5
- 12. Dxb8+!!  Txb8
- 13. Fxb5#